# محرك V12

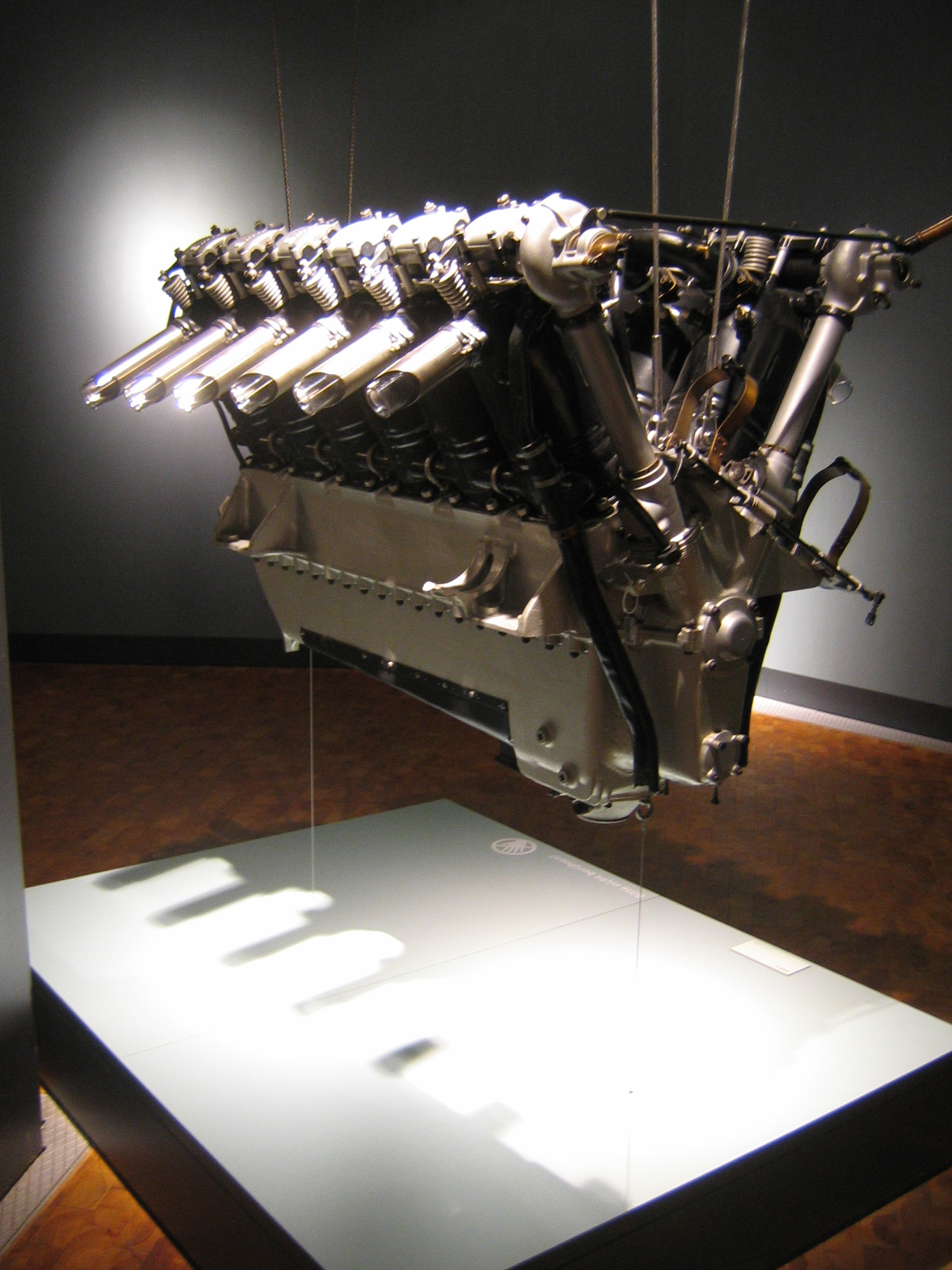
محرك بي إم دبليو السادس طراز عام 1926، محرك طائرة V 12 يبرد بالهواء.

محرك V12 هو محرك على شكل V يتكون من 12 أسطوانة موضوعة على علبة مرافق في مجموعتين، تتكون كل مجموعة من 6 أسطوانات وعادة تكون الزاوية بين المجموعتين 60 درجة، وتقود كل المكابس (12 مكبس) عمود مرفق مشترك. حيث أن كل مجموعة من الأسطوانات عبارة عن محرك سداسي مستقيم في حالة اتزان أساسي واتزان ثانوي، فإن محرك V12 يكون تلقائياً في حالة اتزان أساسي وثانوي مهما كانت الزاوية بين جانبي المحرك، ولذلك لا يحتاج لأي عمود التوازن.

يحتوي المحرك رباعي الأشواط المكون من 12 أسطوانة على ترتيب اشعال ‏ متساوي إذا حدث الإشعال في الأسطوانات كل 60 درجة من دوران عمود المرفق، لذلك فإن محرك V12 الذي تكون الزاوية V (الزاوية بين مجموعتي الأسطوانات) له  60 درجة أو مضاعفاتها (60، 120، 180) سوف يحظى باشعال على فترات متساوية دون الحاجة لاستخدام مشابك المرفق (بالإنجليزية:  crankpins)‏. عند استخدام مشابك المرفق أو اهمال الاهتزازات الصغيرة، فإنه يمكن استخدام أي زاوية V (الزاوية بين مجموعتي الأسطوانات). يعود شكل المحرك الذي تكون فيه الزاوية بين مجموعتي الأسطوانات 180 درجة إلى «محرك مسطح 12 أسطوانة ‏» أو "محرك مسطح ‏" ومع ذلك فإنه في الحقيقة محرك شكل V حيث أن المكابس تستخدم مشابك مرفق مشتركة.

## التطبيقات

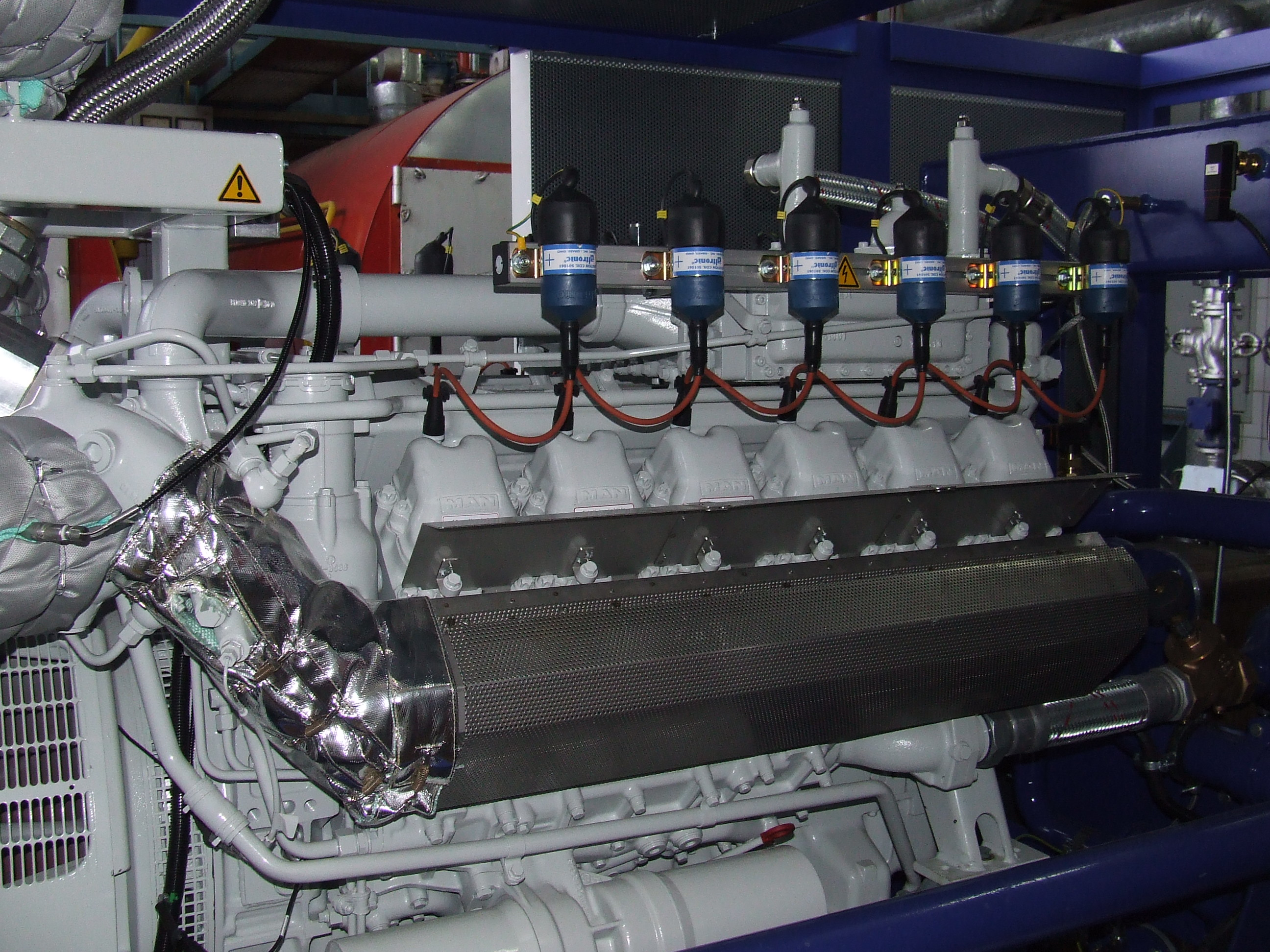
محرك 12 سلندر، يعمل بالغاز

ينتج عن هذه المحركات نبضات قدرة أكثر غالبا من المحركات المكونة من 6 أو 8أسطوانات، وتشتمل نبضات القدرة على تداخل ثلاثي (في أي وقت يكون هناك ثلاث أسطوانات عند مراحل مختلفة من نفس شوط القدرة) يزيل الفجوات بين نبضات القدرة ويؤدي لمزيد من التحسن والسلاسة في محرك السيارة الفاخرة، وذلك على حساب زيادة التكلفة. في محرك سيارة السباق يُمكن صناعة الأجزاء الدوارة لمحرك V12 أخف وزناً من محرك V8 مع استخدام عمود مرفق متعامد المستوى لأنه لا تكون هناك حاجة لاستخدام أثقال موازنة ثقيلة على عمود المرفق، ويكون هناك احتياج أقل لكتلة القصور الذاتي في الحدافة لتذليل توصيل القدرة الناتجة. تكون هناك صعوبة أيضاً في استخدام نظام عادم متناغم ‏ في محركات V8 ذات عمود المرفق متعامد المستوى عن محركات V12، لذلك تستخدم دائماً سيارات السباق ذات محرك V8 نظام عادم مكون من مجموعة من الأنابيب الملتوية يطلق عليها «مجموعة الثعابين»، أو تستخدم عمود مرفق مسطح المستوى يؤدي لاهتزازت وضوضاء شديدة في المحرك. لا يهم ذلك في سيارات السباق إذا كان الأداء هو فقط الهدف المنشود. حيث أن التكلفة واستهلاك الوقود عناصر مهم عادة حتى في السيارات الفاخرة وسيارات السباق، فإن محرك V12 ألغي تدريجيا لحساب المحركات ذات عدد الأسطوانات الأقل.
في المحركات ذات السعة الكبيرة والقدرة العالية، يُوضع محرك V12 الزاوية V  له 60 درجة في حيز أطول وأضيق من محرك V8 والأشكال الأخرى من المحركات على شكل V، ويكون ذلك بمثابة مشكلة في السيارات الحديثة مع تأثير أقل في الشاحنات الثقيلة وتعتبر مشكلة نادرة في المحركات الثابتة ‏ الكبيرة. يشيع استخدام محركات V12  في القاطرات والدبابات القتالية حيث يتطلب كلاهما قدرة مرتفعة، لكن عرض المحرك يكون مقيد حسب السكك الحديدية وعرض الشوارع بينما لا يمثل طول العربة مشكلة. غالبا ما يُستعمل المحرك في الدفع البحري حيث يكون هناك احتياج لقدرة كبيرة، ويكون عرض هيكل السفينة محدود لكن الحاوية الأطول تسمح بسرعة هال ‏ أكبر. في القوارب مزدوجة المروحة الدافعة يمكن وضع محركين V12 جنباً  إلى جنب، بينما تستخدم ثلاث محركات V12 أحياناً في القوارب ذات السرعات المرتفعة والتي تحتوي على ثلاث مراوح دافعة. يمكن أن تحتوي السفن السياحية السريعة الكبيرة على 6 محركات أو أكثر من محرك V12. 
في الطائرات المقاتلة القديمة وقاذفات القنابل ذات المحركات المكبسية، فإن الشكل الطويل والضيق من محرك V12  المستخدم في الطائرات مرتفعة الأداء جعلها أكثر تبسيطاً من استخدام محركات أخرى وخاصة المحرك الشعاعي العريض القصير.
خلال الحرب العالمية الثانية ارتفعت قدرة محركات الطائرات المقاتلة إلى مستويات مرتفعة جداً باستخدام شواحن توربيينية فائقة وبنزين له رقم أوكتان مرتفع، لذلك فإن سلاسة محرك V12 الفائقة منعت تمزق هياكل الطائرات المقاتلة (كانت الهياكل غالباً تُصنع من الخشب والقماش الكتاني بدلاً من الألومنيوم). بعد الحرب العالمية الثانية استبدلت المحركات التوربينية المروحية والمحركات النفاثة التوربينية الأكثر قدرة والخالية من الاهتزازت، محركات V12 في تطبيقات الطائرات.

## محركات V12 الأولى (قبل الحرب العالمية الأولى)

### المحركات البحرية

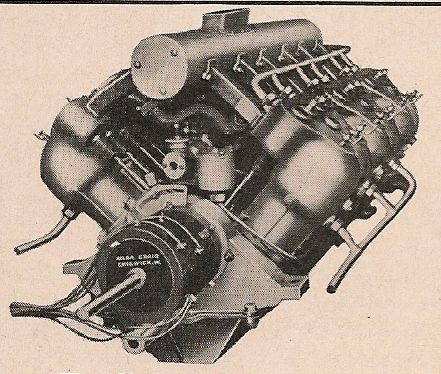
المحرك البحري دوروالد، محرك V12 تبلغ قدرته الفرملية 150 حصاناً. عام 1904

صُنع أول محرك على شكل V (تكون من أسطوانتين) في عام 1889 بواسطة دايملر لتصميم بواسطة فيلهلم مايباخ. بحلول 1903 بدأ إنتاج محركات V8 من أجل قوارب السباق (القوارب الآلية) بواسطة شركة أنطوانيت من تصاميم ليون ليفافاسير ‏، معتمدة على خبرة اكتسبتها مع المحركات الرباعية الخطية. في عام 1904، انتهت شركة بوتني للسيارات من محرك سباق V12 بحري جديد وكان أول محرك V12 أُنتج للاستخدام في أي غرض. عُرف المحرك باسم «كريج-دوروالد» بعد الشركاء المؤسسيين لشركة بوتني، واستخدم في المحرك زوج من الأسطوانات ذات رؤوس أسطوانات على شكل حرف L، وُضعت بزاوية 90 درجة واشتملت على زاوية على علبة مرافق من الألومنيوم. وُضع عمود حدبات في مركز الزاوية V للمحرك ليقوم بتشغيل الصمامات القفازية بشكل مباشر. يمكن أن ينزلق عمود الحدبات بشكل طولي كما يوضع في العديد من المحركات البحرية، وذلك لكي يشغل مجموعة ثانية من الحدبات فيضبط توقيت الصمامات ‏ لكي يعكس دوران المحرك لدفع السفينة في الاتجاه المعاكس. يبدأ تشغيل المحرك بضخ شحنة الوقود والهواء في داخل كل أسطوانة ثم تشغيل الملفات المهتزة ‏. يعكس عمود الحدبات المنزلق دفع السفينة بشكل مباشر. يحتوي عمود الحدبات على شبكات محفورة فيه ومحامل أساسية بسمك يتغير تدريجيا من أكبر قيمة له عند نهاية الحدافة. تبلغ سعة المحرك 1120 بوصة مكعبة (18.4 لتر) ويبلغ قطر الأسطوانة وطول الشوط 124 مم و127 مم على الترتيب. يزن المحرك 430 كجم وينتج قدرة فرملية مقدارها 150 حصان (110كيلو وات). لا يعرف إلا القليل من انجازات المحرك في السفن البالغ هيكلها 40 قدم التي صُنع من أجلها، بينما لم يستخدم المحرك في تشغيل مركبات الشحن الثقيلة. عُثر على محرك V12 بحري طراز دوروالد صالح للعمل في سفينة الينك في هونغ كونغ في نهايات 1960.
ظهر محركين V12 في موسم سباق القوارب 1909-1910. صنعت شركة لامب للقوارب والمحركات في مدينة كلينتون آيوا، محرك تبلغ سعته 25.55 لتر ويبلغ قطر الأسطوانة وطول الشوط 133 مم و152 مم على الترتيب، ليستخدم في قارب لامب الرابع البالغ طوله 32 قدم. بلغ وزن المحرك 959 كجم. لا يُعرف وزن المحرك الضخم المستخدم رؤوس أسطوانات على شكل حرف F والمصنع بواسطة شركة أورليانز للسيارات، بلغت سعته 56.76 لتر وبلغ قطر الأسطوانة وطول الشوط 178مم و191 مم على الترتيب. سُجلت القدرة الناتجة 400حصان تقريبا.
بحلول عام 1914 كان محرك V12 قد ترسخ في قوارب السباق، عندما صنعت بانهارد محركين ذو رؤوس أسطوانات بأربع صمامات وبسعة بلغت 38.61 لتر وقطر أسطوانة وطول شوط 127 مم و254 مم على الترتيب.

### محركات السيارات
في أكتوبر 1913 أدخل لويس كواتالين ‏ كبير مهندسي شركة صن بيم للسيارات ‏، سيارة بمحرك V12  في سباقات بروكلاند ‏ القصيرة والطويلة. بلغت سعة المحرك 9 لتر وقطر أسطوانة 80 مم وطول الشوط 150 مم. حملت علبة مرافق من الألومنيوم مجموعتين من الأسطوانات، تتكون كل مجموعة من 3 أسطوانات وتفصل بين المجموعتين زاوية مقدارها 60 درجة. صُنعت الأسطوانات من الحديد برؤوس متكاملة معها وغرف احتراق على شكل حرف L. شُغلت صمامات الدخول والعادم بعمود حدبات يقع في مركز الزاوية V   للمحرك. تم ضبط تسامح الصمام عن طريق قشط الأجزاء المتصلة حيث افتقد المحرك لأي وسيلة سهلة للضبط.أشار هذا إلى هدف كواتالين النهائي باستخدام محرك V12 الجديد كمحرك طائرة، حيث يتم تجنب أي وسيلة تعديل للتسامح يُمكن أن ينتج عنها خطأ في الطيران. في بداية التصنيع أنتج محرك V12 قدرة فرملية 200 حصان عند سرعة دورانية 2400دورة/دقيقة، وبلغ وزن المحرك 340 كجم. قاد المحرك سيارة تودليس في (سُميت نسبة لحيوان زوجة كواتالين الأليف) لأرفام قياسية عديدة في عام 1913 و1914.

### محركات الطيران الأولى
في عام 1909 أصبحت شركة رينو رائدة محركات V12 للطائرات بتصنيعها محرك بزاوية V مقدارها 60 درجة يبرد بالهواء وتحتوي أسطواناته على زعانف وترتيب للصمامات على شكل حرف F يشغلها عمود حدبات واحد في علبة المرافق. تطور هذا المحرك لتصبح سعته 12.2 لتر وقطر الأسطوانة وطول الشوط 96 مم و140 مم على الترتيب، كما بلغ وزنه 350 كجم وأنتج قدرة فرملية مقدارها 138حصان عند سرعة دورانية 1800 دورة/دقيقة. كانت المروحة الدافعة تُقاد من مقدمة عمود الحدبات الموجود في مركز الزاوية V بدلاً من أن تُقاد من عمود المرفق، وبذلك أدى إلى خفض السرعة ألياً إلى النصف وبالتالي تحسين كفاءة المروحة الدافعة.
اتبعت مؤسسة الطائرات الملكية في بريطانيا تصاميم رينو عن كثب. بلغت سعة محركها راف 4، 13.2 لتر وقطر الأسطوانة وطول الشوط 100 مم و 140 مم على الترتيب، وأنتج قدرة فرملية 140حصان عند سرعة دورانية 1800دورة/دقيقة. أنتج محرك راف 4 ايه المشتق من راف 4 بأعداد كبيرة خلال الحرب العالمية الأولى.

بحلول عام 1912 قدمت شركة محركات ايه بي سي ‏ محرك يُبرد بالهواء ذو سعة 17.4 لتر وينتج قدرة فرملية 170حصان عند  سرعة دورانية  1400 دورة/دقيقة ويتراوح وزنه ما بين 180-240 كجم، ومزود بمشعاع ومادة تبريد. وفي مارس 1914 عرضت شركة صن بيم نسخة محمولة جواً من محرك تودليس V في أوليمبيا. ساعد سباق 1913 على اختبار التصميم، وشجع على زيادة قطر الأسطوانة بمقدار 10 مم ليصبح قطرها 90 مم، فيما ظل طول الشوط ثابت عند 150 مم. بلغت القدرة الناتجة من المحرك 225 حصان عند 2000 دورة/دقيقة. كان المحرك المسمى «موهاوك» أقوى محرك متاح للطيران البريطاني عند اندلاع الحرب العالمية الأولى. تم تكبير المحرك خلال الحرب ليصبح قطر الأسطوانة وطول الشوط 100 مم و150 مم على الترتيب، ونتيجة لذلك ارتفعت القدرة الناتجة إلى 240حصان وسُمى «جورخا».

## محركات V12 الأخيرة في الطيران

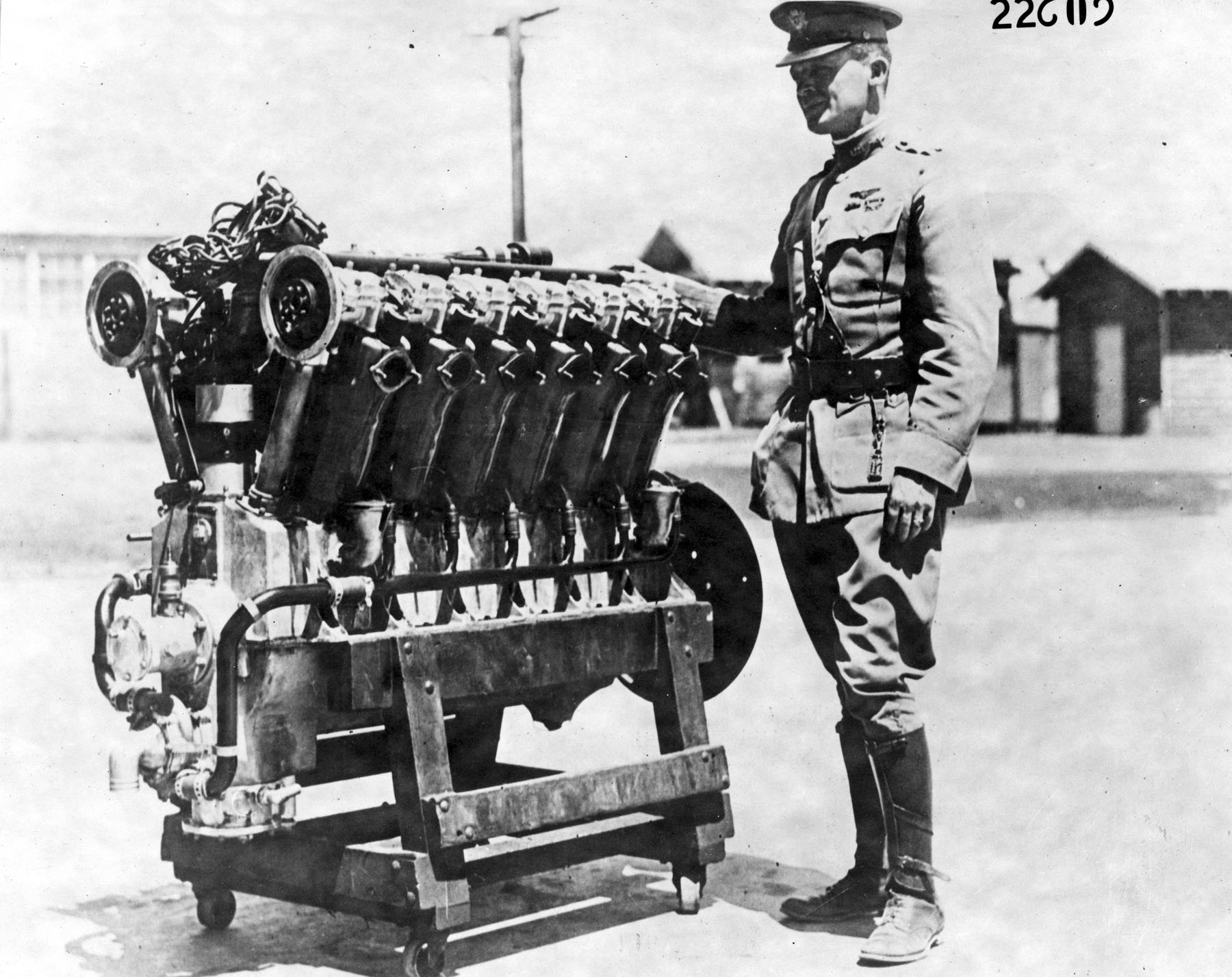
ليبرتي إل-12 (V12) محرك طائرة طراز عام 1917.

بحلول نهاية الحرب العالمية الأولى، ترسخت محركات V12 في الطيران وشغلت بعض المقاتلات وقاذفات القنابل الجديدة والكبيرة، وكانت تُنتج بواسطة شركة رينو وشركة صن بيم. استخدمت العديد من المناطيد محركات 12أسطوانة من الصانعين الألمان مايباخ وشركة محركات دايملر. أنتجت أيضا دايملر النمساوية في الامبراطورية النمساوية المجرية محركات V12 صُممت بواسطة فرديناند بورس، وبلغت قدرة أول محرك 300 حصان والتالي 345 حصان واستُخدموا في الطائرات المائية الكبيرة في أسطول القوات الجوية النمساوي المجري. أنتجت شركات أمريكية عديدة محرك ليبيرتي إل-12 ‏. بعد انتهاء الحرب العالمية الأولى بفترة قصيرة، شغلت محركات V12  أولى الطائرات العابرة للأطلسي الطائرات المائية كيرتز إن سي ‏ (4 محركات ليبيرتي إل-12) وأول طائرة عابرة بدون توقف بواسطة ألوك وبراون في فيكرز ميمي (محركين رولز رويس إيجل) وأول سفينة هوائية عا السفينة الهوائية طراز أر-34 (5 محركات شعاع الشمس صن بيم أفريدي).

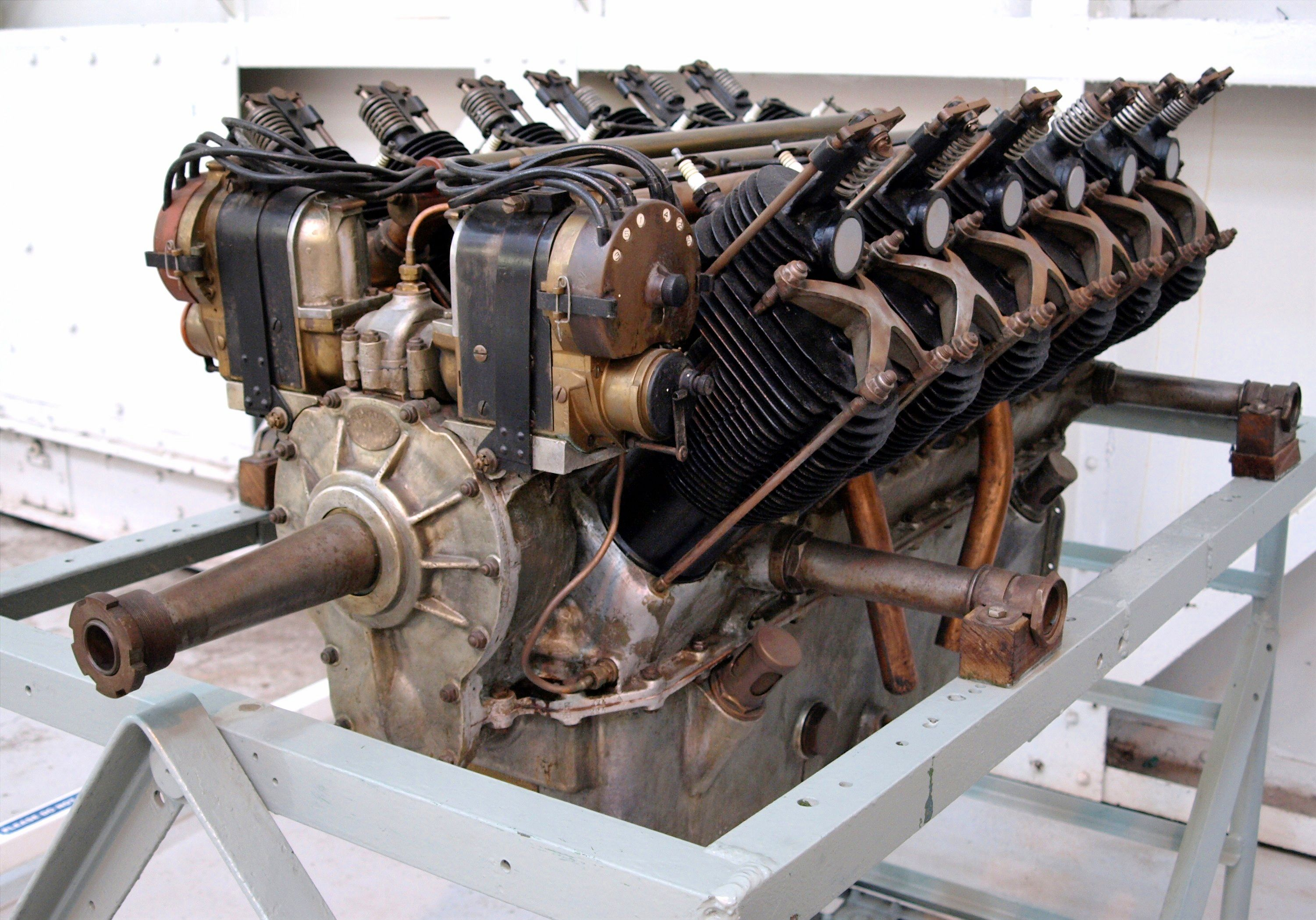
محرك طائرة V12 من رينو.

بلغت محركات V12 قمة تطويرها خلال الحرب العالمية الثانية. استخدمت الطائرات المقاتلة وقاذفات القنابل محركات V12 مثل رولز رويس ميرلين ورولز رويس جريفون، والمحركات السوفيتية  كليموف في كيه-107 ‏ وميكيلين ايه إم-38 ‏ والمحرك الأمريكيأليسون في-1710 أو سلسللة المحركات الألمانية دايملر بنز دي بي 600 ‏ ويونكرز جومو. بلغت القدرة الناتجة من هذه المحركات حوالي 1000 حصان في بداية الحرب وحوالي 1500 حصان في مرحلة التطوير النهائية. وصل المحرك الألماني دايملر بنز دي بي 605 إلى 2000حصان عن طريق حقن المياه أو الميثانول باستخدام جهاز أُطلق عليه إم دبليو-50 ‏. على خلاف معظم محركات V12 للحلفاء، فإن المحركات التي صُنعت في ألمانيا مثل دايملر-بينز ويونكرز-جومو ومحركات أرجس (أرجس ايه اس 410 [الإنجليزية] وأرجس ايه اس411 ‏) كانت بالأساس محركات خطية تميزت بانخفاض مركز الثقل وتحسين رؤية الطيار في الطائرات أحادية المحرك. كان المحرك الألماني V12 بي إم دبليو 6 ‏ الذي تواجد قبل الحرب، المحرك الوحيد الذي وُضع أعلى اليمين في الطائرة. كان لدى الولايات المتحدة محرك V12 معكوس  كونتينينتال 4-1430، وتميز بنسبة قدرة إلى وزن أكبر من أيا من النسخ الألمانية الأولية من محركات V12 المعكوسة في الحرب العالمية الثانية، لكنها لم تدخل مرحلة الإنتاج واقتصر الأمر على تصنيع 23 نموذج فقط من محركات V12 كونتينينتال المعكوسة. كان محرك رانجر في-770 ‏ لمبرد بالهواء، المحرك الأمريكي الوحيد V12 المعكوس الذي استُخدم بشكل محدود في الحرب العالمية الثانية أكثر من أي نوع آخر، واستخم هذا المحرك في طائرات التدريب في الولايات المتحدة مثل طائرة التدريب ثنائية المحرك فيرتشايلد ايه تي-21 المدفعية ‏.

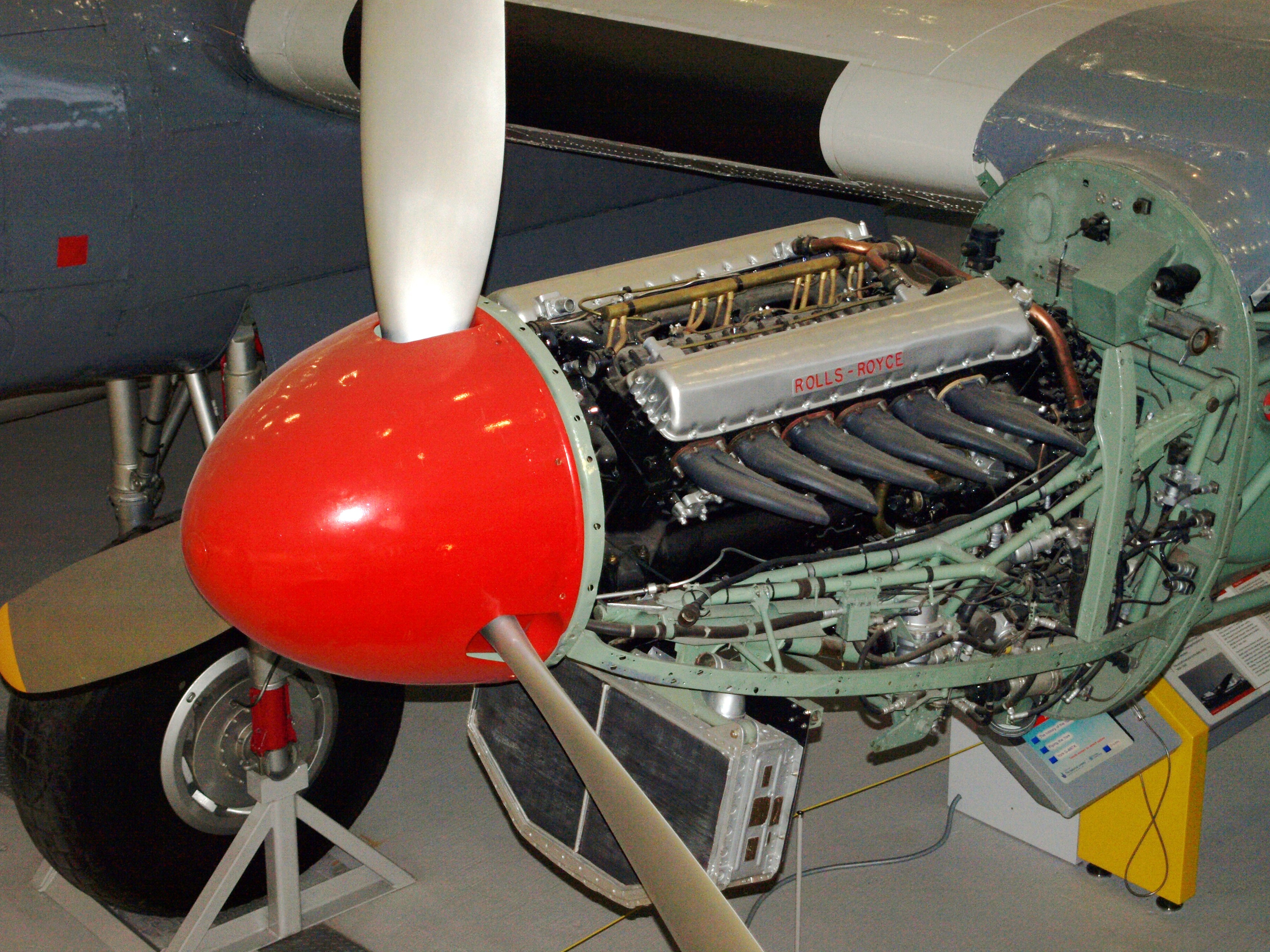
محرك رولز رويس ميرلين في أفرو يورك.

شغل محرك رولز رويس ميرلين V12المقاتلات  هوكر هوريكان وسوبر مارين سبتفاير اللتان لعبا دوراً حيوياً في انتصار بريطانيا في معركة بريطانيا. ساهم الشكل الطويل والضيق لمحرك V12 في تحسين الخصائص الديناميكية الهوائية، بينما سمح تشغيله السلس أن يُستخدم مع هياكل طائرات خفيفة وهشة. استُخدم أيضا محرك رولز رويس ميرلين في قاذفات القنابل أفرو لانكاستر ودي هافيلاند موسكيتو. في الولايات المتحدة الأمريكية حصلت شركة باكارد للسيارات على ترخيص من رولز رويس لإنتاج محرك رولز رويس ميرلين تحت اسم باكارد في-1650 للاستخدام في طائرة أمريكا الشمالية بي-51 موستانج. كما استُخدم أيضا في بعض طرازات طائرة كيرتز بي-40، خاصة بي-40 اف وبي-40 إل. شغل محرك ميرلين الذي أنتجته باكارد طائرات هوريكان الكندية الصنع وطائرات لانكاستر وموسكيتو بالإضافة إلى سوبرمارين سبتفاير مارك 16 البريطانية الصنع، والتي كانت مشابهة لطائرة مارك 9 المزودة بمحرك ميرلين بريطاني الصنع.
كان أليسون في-1710 المحرك الأمريكي V12 المبرد بالهواء، الوحيد الذي تم تطويره للخدمة في الحرب العالمية الثانية. افتقد التصميم القوي للمحرك إلى شاحن توربيني فائق متطور حتى عام 1943. على الرغم من أن طرازات المحرك المزودة بشاحن توربيني قدمت أداء ممتاز في طائرة لوكهيد بي-38 الصاعقة، إلا أن الشاحن التوربيني ومجاري الهواء فيه كانا كبيران جدا لدرجة لا تسمح بوضعه في المقاتلات أحادية المحرك. بينما كان محرك أليسون يقدم أداء جيد عند الارتفاعات المنخفضة بدون شاحن توربيني فائق مناسب، إلا أنه كان يفتقر إلى الأداء عند الارتفاعات العالية.
بعد الحرب العالمية الثانية، توقف استخدام محركات V12 عموماً بسبب ظهور المحركات التوربينية النفاثة والمحركات التوربينية المروحية التي تميزت بقدرة أكثر بالنسبة لوزنها بتعقيدات أقل.

## محركات V12 لسيارات الطرق

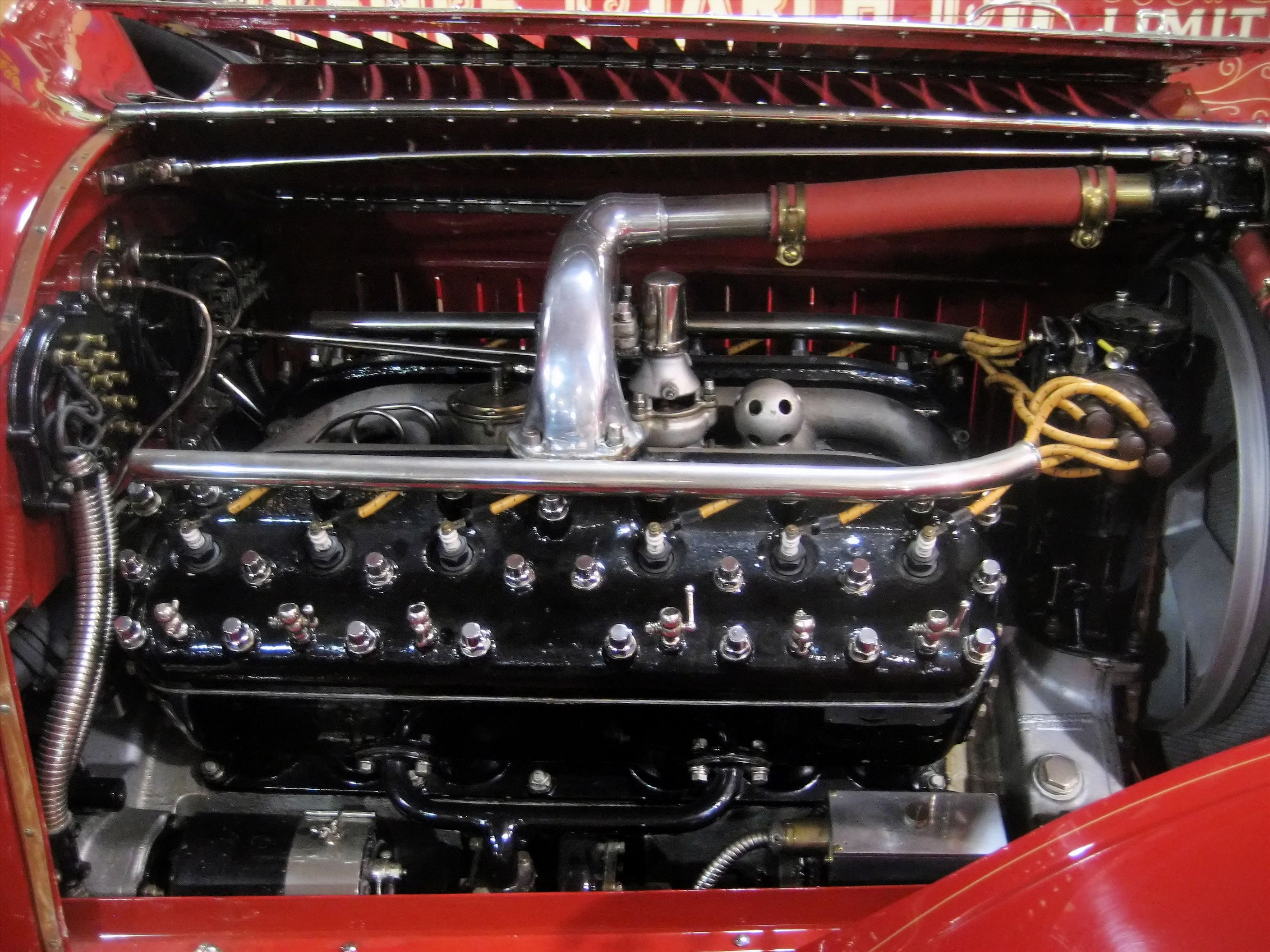
محرك باكارد سداسي مزدوج، محرك V12 طراز 1916.

لم تكن محركات V12 شائعة الاستخدام في السيارات نظراً لتعقيدها وتكلفتها. استُخدمت هذه المحركات في الغالب في السيارات الرياضية والسيارات الفارهة باهظة الثمن على وجه الحصر، وذلك بسبب قدرتها وتشغيلها السلس وصوتها المميز.

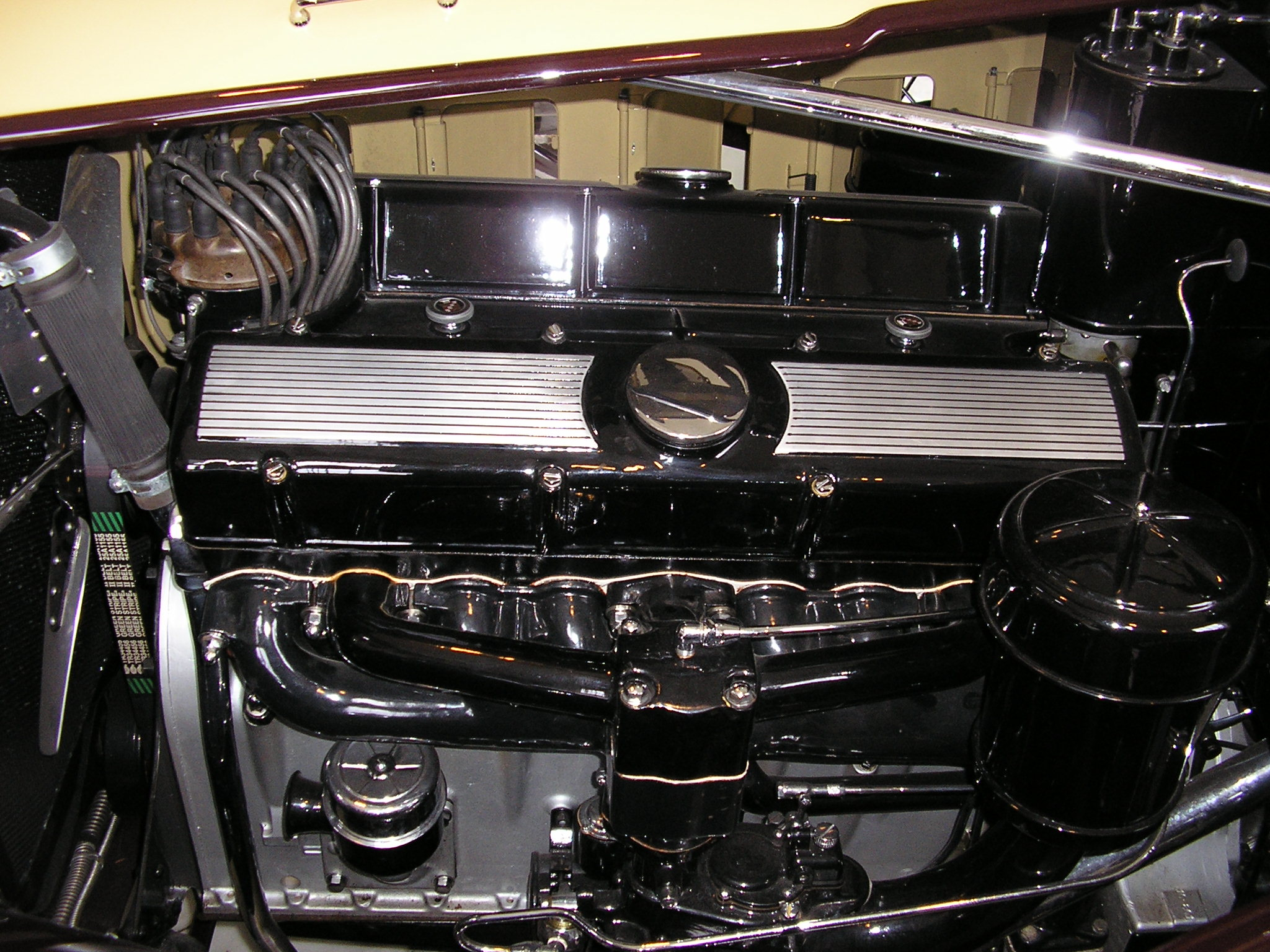
محرك V12 لسيارة كاديلاك كوبيه الفئة 370 ايه، طراز 1931.

وُجدت محركات 12أسطوانة في العديد من الطرازات الفاخرة، من بينها سيارات من شركات: باكارد من عام 1916 إلى 1923 ومن 1932 إلى 1939، ومن شركة دايملر من عام 1926 إلى 1937 ومن هيسبانو سويزا عام 1931 وكاديلاك 1931، و سيارات أوبرن ‏ لعام 1932 و فرانكلين 1932 ولينكولن 1932 إلى 1942 (استمرت بعد الحرب خلال عام 1948)، ورولز رويس في عام 1936 و شركة سيارات بيرس أرو أيضا في عام 1936.

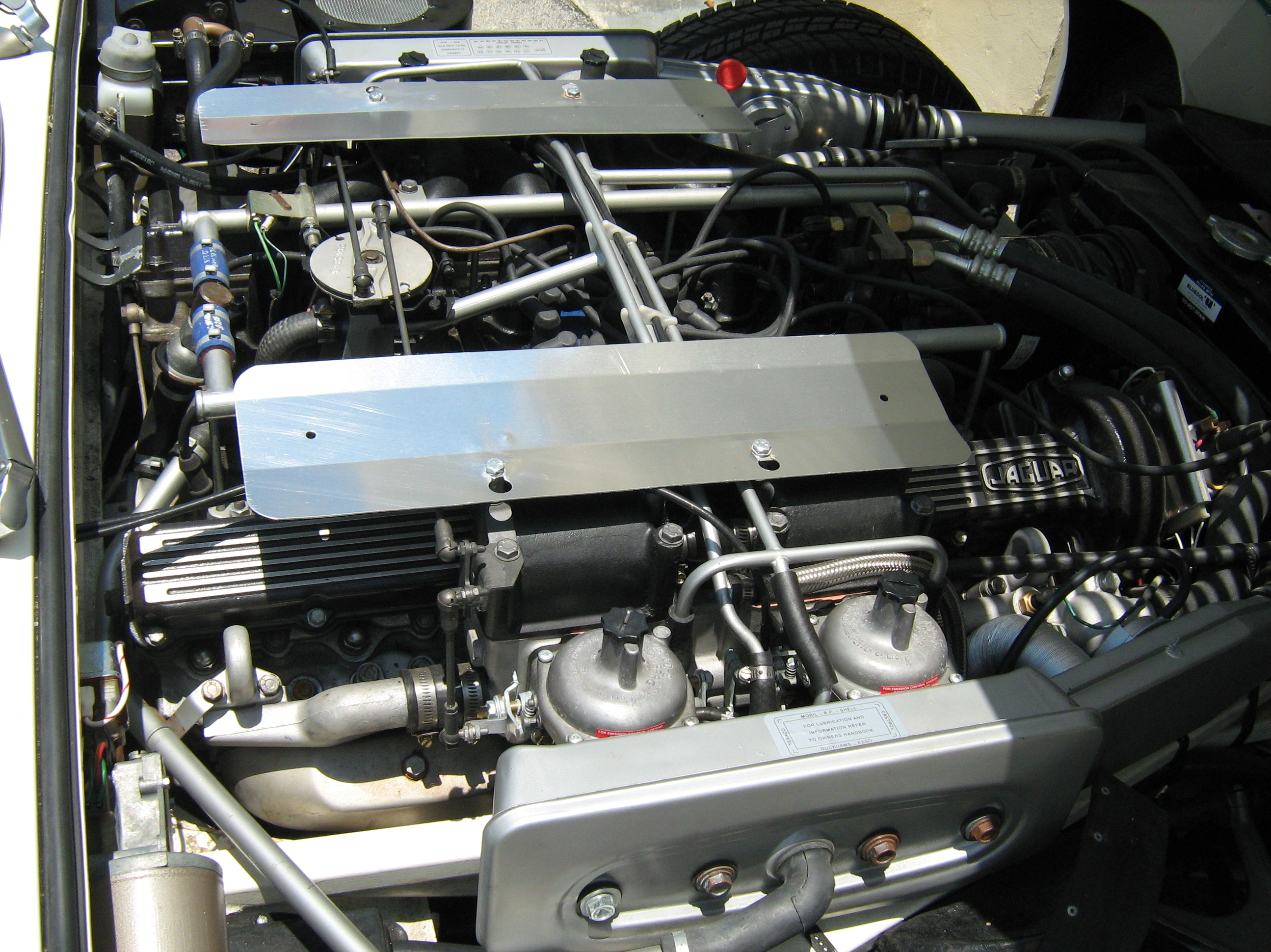
محرك V12 لسيارة جاجوار الطراز إي.

حققت المركبات ذات المحركات المكونة من 8 أو 12 أو 16 أسطوانة، مستويات أفضل من التحسين مقارنة بالمحركات المكونة من أسطوانات أقل، وأهمية خاصة قبل الاهتمام العام بعزل اهتزازات المحرك المتصاعدة في عام 1930.

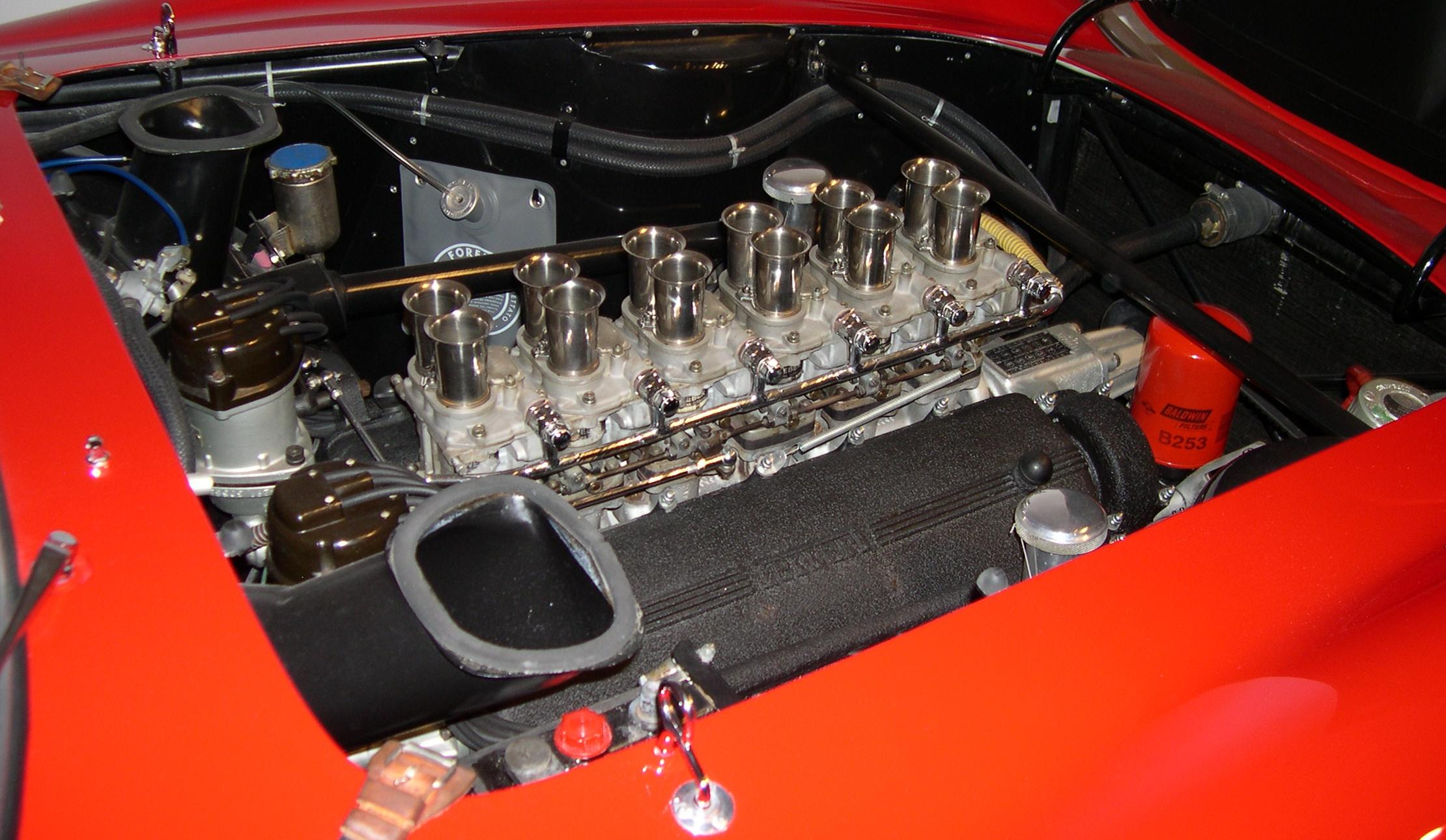
محرك V12 لسيارة فيراري 250 جي تي أو.

اعتُبر محرك باكارد «السداسي المزدوج» لعام 1916 على نطاق واسع، أول إنتاج لمحرك V12 لسيارة. بالنسبة لقائمة أسعار تبلغ 1000 دولار أمريكي، كانت أوبرن أقل سيارة ذات محرك V12 ثمناً على الإطلاق (السعر غير معدل مع معدل التضخم). تم التوفير من تكاليف الإنتاج باستخدام صمامات أفقية، على الرغم من أنها لم تؤدي إلى غرفة احتراق قوية وفعالة. كان هناك شعبية لمحركات V12 في الفترة بين عام 1916 و1921، وخلالها ظهرت النسخة المحلية من محرك باكارد (إنديانابوليس) وقدمت شركات سيارات أخرى على نطاق واسع محركات خاصة بها. 

بعد انتهاء الحرب العالمية الأولى بوقت قصير، قدمت لانشيا محرك V12 له زاوية V تساوي 22 درجة، وقدمت فيات سيارة فيات 520 ‏ بمحرك له زاوية V تساوي 60 درجة (1921-1922)، كما أعلنت الشركة البريطانية إنساين لصناعة الشاحنات عن محرك V12 لكنه لم يُنتج، وفي عام 1926 عرضت شركة دايملر (بريطانيا) أول مجموعة كاملة من محرك دايملر V12-السداسي المزدوج ذو الصمامات الكُمية ‏، وظلت طرازات المحرك البالغة  سعتها 7136 سم مكعب و3744 سم مكعب و5296 و6511 سم مكعب، متاحة حتى عام 1937. في عام 1927 دخلت شركات كثيرة السوق وعرضت محركات V12، ومنها شركة كاديلاك وفرانكلين وهيسبانو سويزا وهورتش ولانجودا ومايباخ وباكارد، وشركات رولز رويس وشركة تاترا وفوازين ووالتر. طورت شركة كاديلاك (من عام 1930 إلى 1940) وشركة مارمون (من عام 1931 إلى 1933)محركات V16 ‏.
جعلت التحسينات في تصميم غرفة الاحتراق وشكل المكبس، محركات V8 الأخف وزناً أن تتجاوز محركات V12 في القدرة بداية من عام 1930، وتبقت فقط الفئة إتش من محرك لينكولن V12 بعد الحرب العالمية الثانية، وتُعد هذه الفئة هي الأصغر من محركات V12 واستُبدلت بمحرك V8 في عام 1949. بالمثل، بالرغم من أن محركات V12 بدت زائدة عن حاجة السوق بعد الحرب في أوربا إلا أن إنتاج السيارات ذات محركات V12 كان محدود جداً حتى عام 1960.

خصصت شركة فيراري أفضل محرك V12 لها لأفضل سيارة رياضية فاخرة لها منذ عام 1949.استخدمت شركة لامبورغيني المنافس الأقرب لفيراري، محرك V12 أيضاً في سياراتها العادية منذ بداية الشركة في عام 1963. وفي عام 1972 قدمت جاجوار سيارة جاجورا إكس جيه 12 مزودة بمحرك V12 سعته 5.3 لتر، واستمر (بعد التحسينات في 1993) حتى طراز عام 1996، بعد ذلك استغنت الشركة عن المحركات المكونة من 12أسطوانة.

عادت شركة بي إم دبليو لتصاميم محركات V12 من أجل فئتها السابعة في طراز عام 1986 لتجبر شركة ميرسيدس بنز على أن تحذو حذوها في عام 1991. على الرغم من أن بي إم دبليو باعت عدد أقل من سياراتها طراز الفئة السابعة ذات محركات V12 عن تلك الطرازات ذات محركات V8، إلا أن الطرازات ذات V12 تم تسويقها في الولايات المتحدة والصين وروسيا. استُخدم محرك V12 الذي صممته بي إم دبليو في سيارات رولز رويس، بينما استُخدم محرك مرسيدس في سيارات مايباخ.

شُغلت سيارات مرسيدس طراز إس 65 ايه إم جي، وسي إل 65 ايه إم جي وإس إل 65 ايه إم جي بمحركات V12 تستخدم 2 من الشواحن التوربينية لتنتج قدرة 463 كيلو وات (621 حصان) وعزم 1000 نيوتن.متر عند 2300-4300 دورة/دقيقة. حظيت سيارات مرسيدس سي إل 65 ايه إم جي بتكلفة مرتفعة بشكل ملحوظ، لكن محرك V12 جعلها مميزة.
محرك V12 عموماً أكثر سلاسة من محرك W12 ‏، الشكل الآخر من المحركات المكونة من 12 أسطوانة بالرغم من أن محرك W12 أكثر إحكاماً. 

في عام 1997، جهزت تويوتا سيارتها ليموزين القرن بمحرك V12 سعة 5 لتر ذو عمود حدبات علوي مزدوج (طراز 1  جي زدد-إف إي) لتصبح أول سيارة ركاب يابانية بمثل هذه التجهيزات.

صنعت واختبرت شركة تي في أر محرك V12 سعة 7.7 لتر وأطلقت عليه اسم محرك السرعة تي في أر 12، لكن المشروع انتهى. تعتبر أستون مارتن هي الشركة البريطانية الوحيدة التي تستخدم حاليا محرك V12 والتي رُخص محركها المطور كوزوورث أثناء ملكية الشركة لشركة فورد ورولز رويس. وفي عام 2009 جهزت مجموعة فاو الصينية سيارتها هونج تشي إتش كيو إي ‏ بمحرك V12 سعته 6 لتر وذو عمود حدبات علوي مزدوج (الطراز سي ايه 12 في جي)، لتجعلها بذلك سيارة الركاب الصينية الأولى والوحيدة التي تُجهز بمثل هذه التجهيزات.

تحتوي معظم محركات V12 المنتجة للسيارات على ترتيب اشعال زوجي، ماعدا بعض المحركات التي يكون ترتيب الإشعال فيها غير زوجي مثل محرك أستون مارتن V12 سعة 5.9 للتر ومحرك مرسيدس بنز إم 275 ايه إم جي V12.

في عام 2008 أطلقت أودي سيارتها طراز كيو 7 بمحرك ديزل V12 سعة 5.9 لتر وذو شاحن توربيني مزدوج، لتصبح أول سيارة ركاب تنتجها مزودة بهذه التجهيزات. استُخدم أيضا المحرك في السيارة المبتكرةأودي أر 8.

### السيارات المنتجة بمحرك V12 بعد الحرب

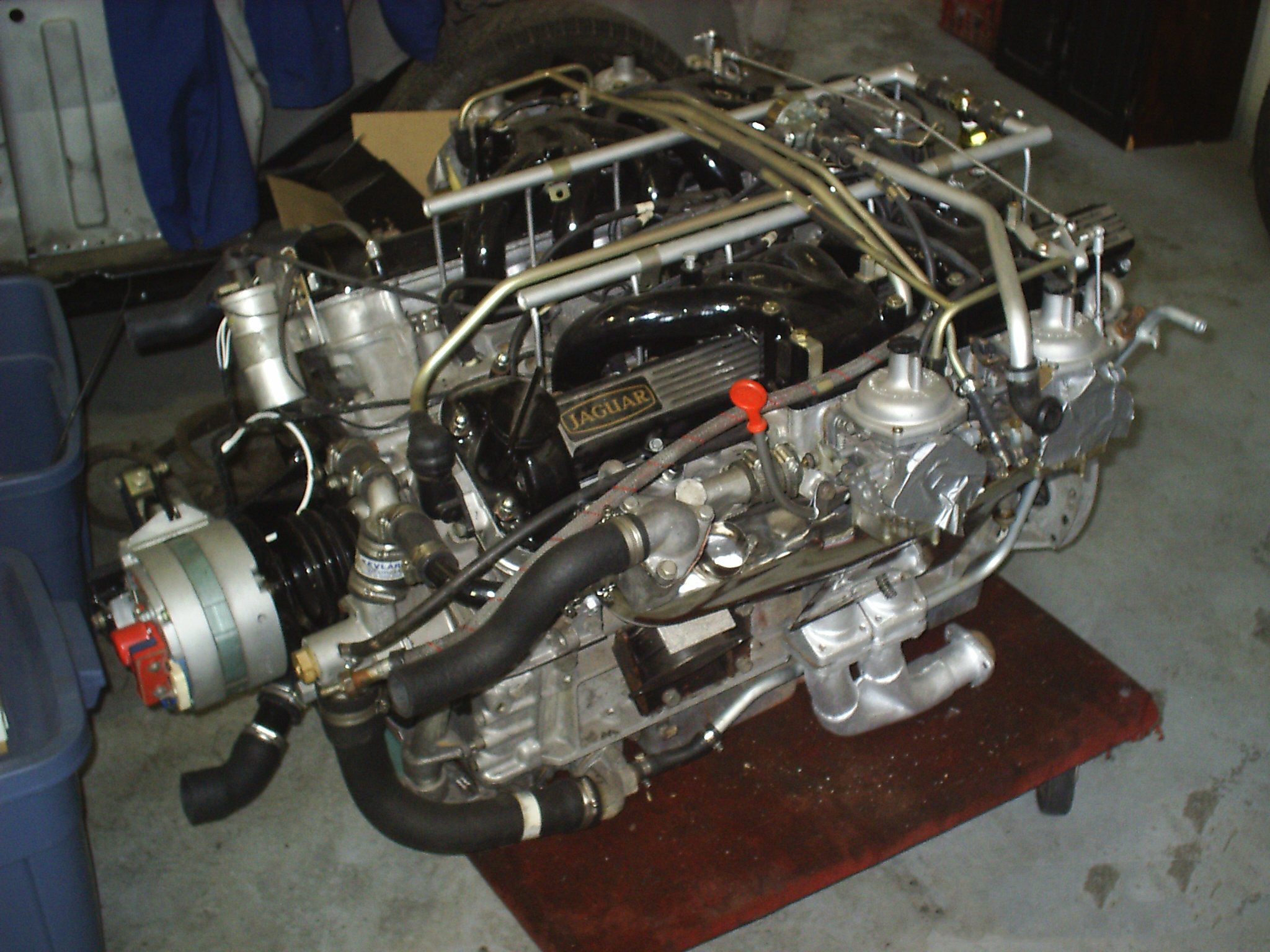
محرك جاجوار V12

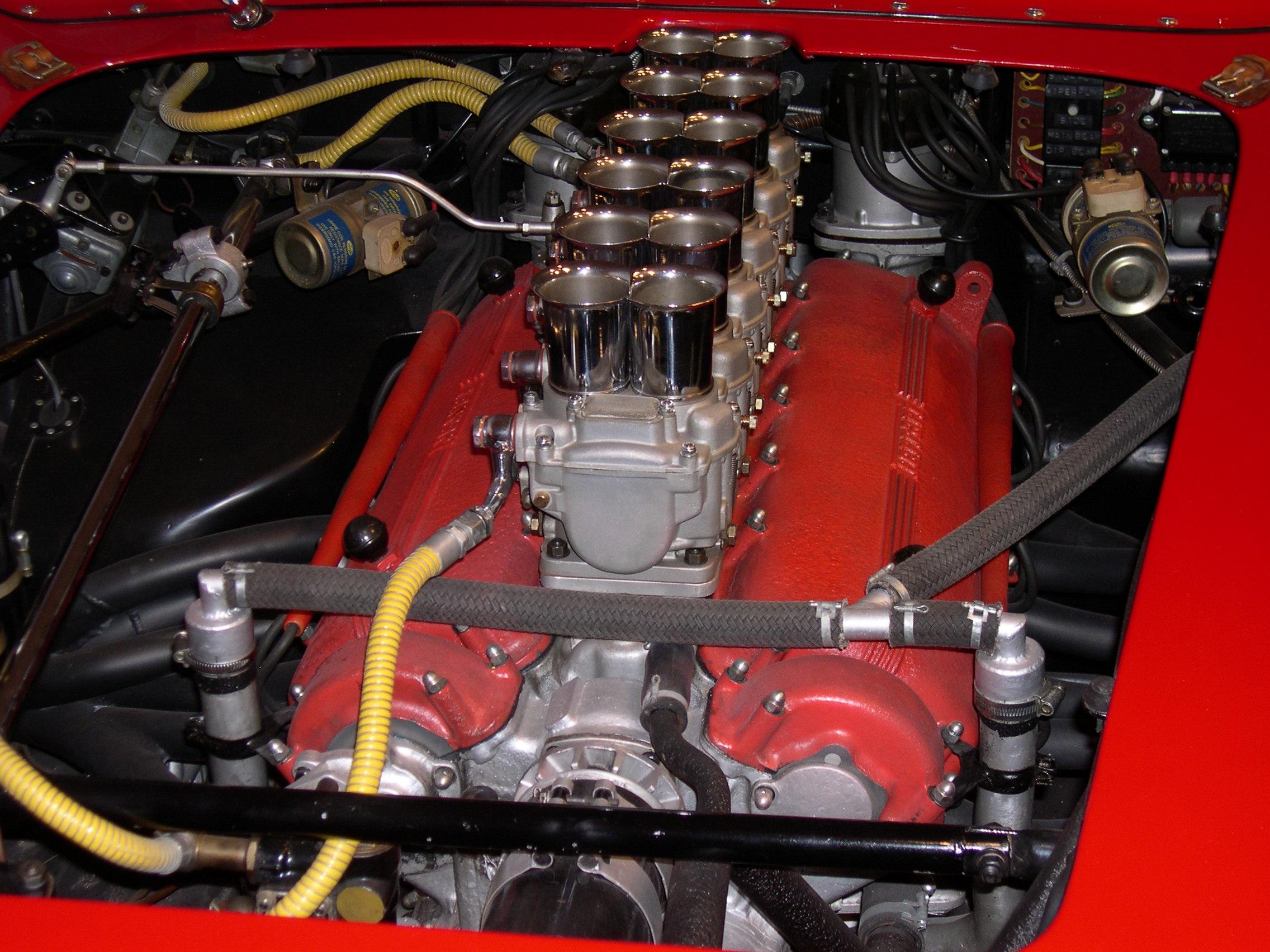
م حرك فيراري كولمبو النوع 125 لسيارة «تيسلا روسا» في سيارة فيراري 250 تي أر سبايدر عام 1961.

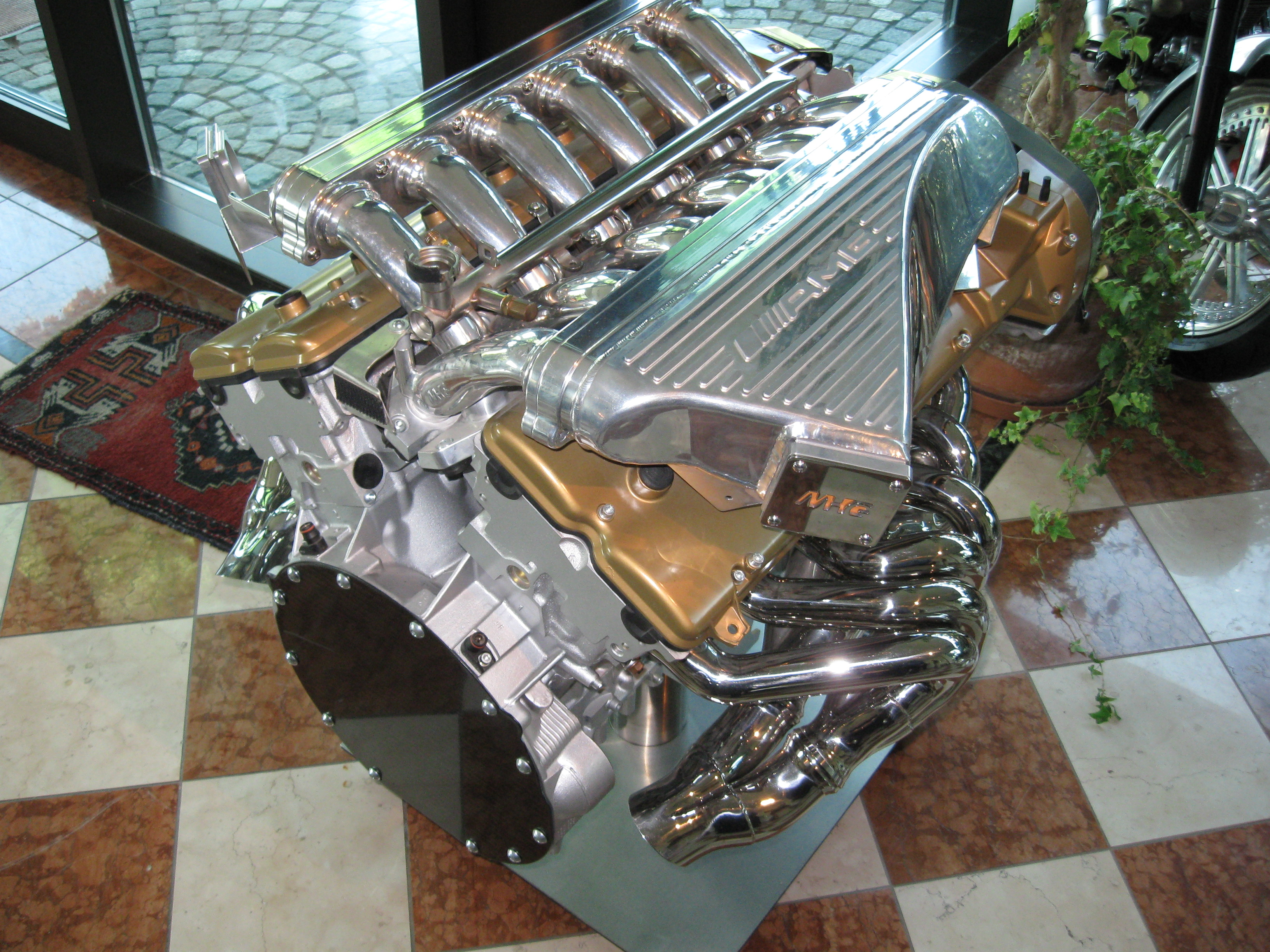
محرك مرسيدس-ايه إم جي V12 معروض في مصنع باجاني في إيطاليا.

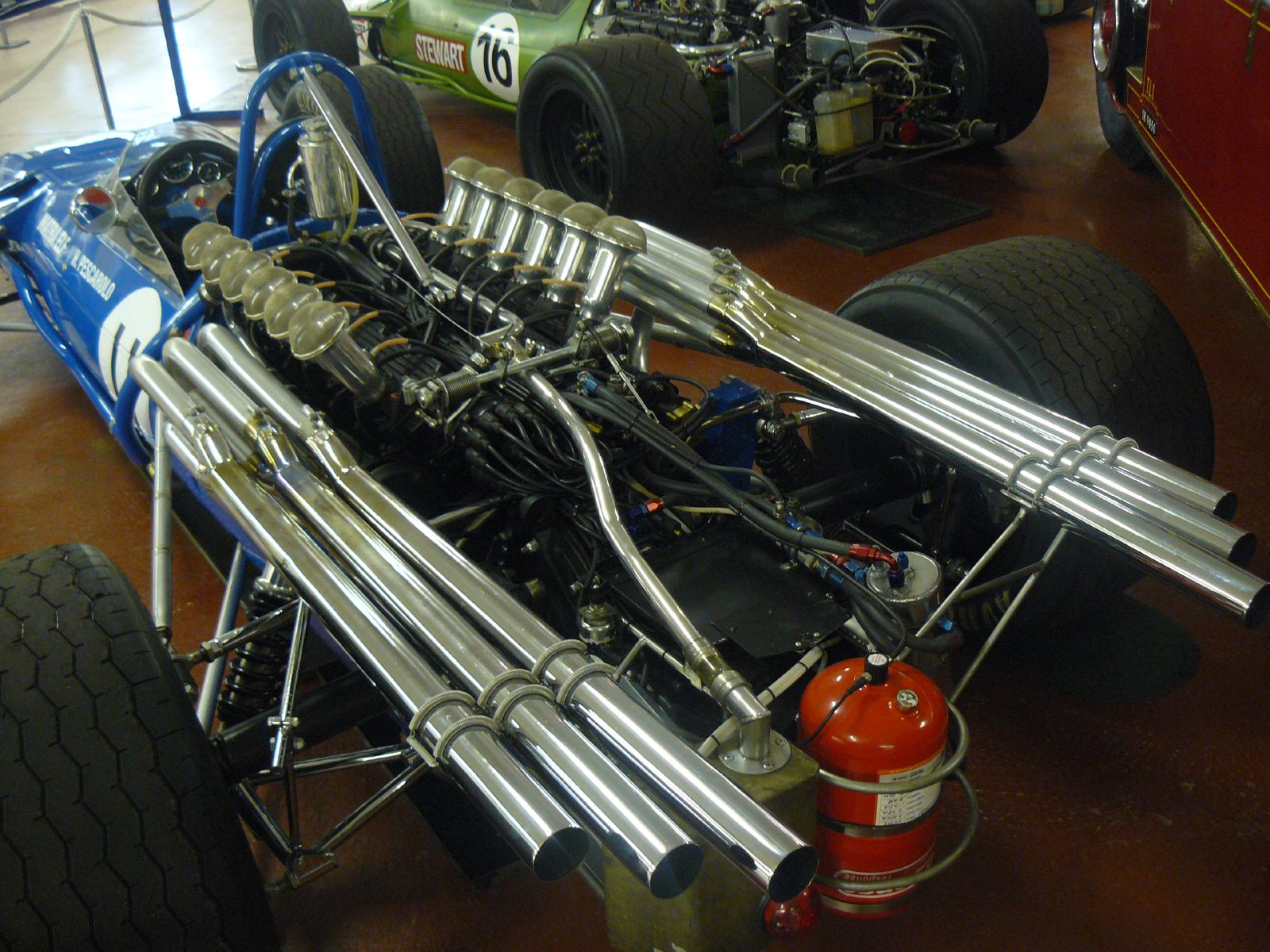
محرك إم اس 11 لفريق مارتا الرياضي عام 1968.

تحتوي القائمة التالية على السيارات المنتجة بمحركات V12 منذ عام 1945، مرتبة أبجدياً حسب الصانع (مرتبة فرعيا حسب سنة الإنتاج):
- أستون مارتن دي بي 7
- أستون مارتن فانكويش
- أستون مارتن دي بي ايه أر 1
- أستون مارتن دي بي 9
- أستون مارتن دي بي اس V12
- أستون مارتن V12 فانتاج
- أستون مارتن 1-77
- أستون مارتن رابيد
- أستون مارتن فيراج
- أستون مارتن V12 زاجاتو
- أستون مارتن دي بي 11
- أودي كيو 7
- إدونيس
- بي إم دبليو الفئة السابعة
- بي إم دبليو الفئة الثامنة
- بوجاتي إي بي 110
- بوجاتي إي بي 112
- دايملر سداسي مزدوج
- فيراري 125 إس
- فيراري 166 إنتر
- فيراري 195 إنتر
- فيراري 212 إنتر
- فيراري 340/342/375 أمريكا
- فيراري 250
- فيراري 250 جي تي لوسو
- فيراري 410/400 سوبرأمريكا
- فيراري 275
- فيراري 330
- فيراري 500 سوبر فاست
- فيراري 365 كاليفورنيا
- فيراري 365 جي تي2+2
- فيراري 365 جي تي سي وجي تي اس
- فيراري دايتونا 365 جي تي بي/4 و365 جي تي اس/4
- فيراري 365 جي تي سي/4
- فيراري 365 جي تي4 2+2
- فيراري 400 و400 أي و412
- فيراري 456
- فيراري إف 50
- فيراري 550 مارانيلو/بارشيتابينيفارينا
- فيراري 575 إم مارانيلو/سوبرأمريكا
- فيراري إينزو
- فيراري 612 سكاجليتي
- فيراري 599 جي تي بي فيورانو
- فيراري إف إف
- فيراري إف 12 بيرلينيتا
- لافيراري
- فيراري جي تي سي 4 ليسو
- هونج تشي إتش كيو إي
- هونج تشي إل 5
- جاجوار الفئة إي-V12
- جاجوار إكس جيه اس
- جاجوار إكس جيه
- جاجوار إكس جيه أر-15
- لاجوندا تاراف
- لامبورجيني 350 جي تي
- لامبورجيني 450 جي تي
- لامبورجيني إيسليرو
- لامبورجيني ميرا
- لامبورجيني إيسبادا
- لامبورجيني جارما
- لامبورجيني كونتاش
- لامبورجيني إل إم 002
- لامبورجيني ديابلو
- لامبورجيني مورسيلاجو
- لامبورجيني ريفينتون
- لامبورجيني أفينتادور
- لامبورجيني فينينو
- لامبورجيني سينتناريو
- لينكولن كونتينينتال
- لينكولن الفئة إتش
- ليستر ستورم
- لوتك سيريوس
- مازراتي إم سي 12
- مايباخ 57 و62
- مكلارين إف 1
- مرسيدس بنز سي إل 600/سي إل 63 ايه إم جي (دبليو 215 فقط)/سي إل 65 ايه إم جي
- مرسيدس بنز اس 600 (دبليو 140، دبليو 220، مرسيدس بنز الفئة اس-دبليو 221، مرسيدس بنز الفئة اس-دبليو 222)/اس 63 ايه إم جي (دبليو 220 فقط)/اس 65 ايه إم جي (دبليو 220، دبليو 221، دبليو 222)
- مرسيدس بنز إس إل 600/إس إل 65 ايه إم جي/إس إل 70 ايه إم جي (أر 129)/إس إل 73 ايه إمم جي (أر 129)
- مرسيدس بنز سي إل كيه جي تي أر ايه إم جي
- مرسيدس بنز جي 65 ايه إم جي/مرسيدس ايه إم جي-جي 65
- باجاني زوندا
- باجاني هيايرا
- بانزر دو فيل
- بانزر جيه 72
- رولز رويس سيلفر سيراف
- رولز رويس فانتو (2003)
- رولز رويس فانتوم دروب هيد كوبيه
- رولز رويس فانتوم كوبيه
- رولز رويس جوست
- رولز رويس رايث (2013)
- تويوتا سنشري
- ترامونتانا أر
- فيكتور إم 12

باعت بعض الشركات مثل برابوس نسخ بمحركات V12  من سيارة م رسيدس بنز الفئة إي ومرسيدس بينز الفئة سي إل اس، وكانوا أسرع من الطرازات الأولى منهم.

### نماذج صُنعت بمحركات V12 حسب الطلب
- أستون مارتن فولكان
- أودي أر 8 لومانز
- بيك سي 90 إل
- بي إم دبليو نازكا سي2
- بي إم دبليو سي اس
- بي إم دبليو الفئة الثامنة
- بيرتون جينيسيس
- كاديلاك سيان
- كرايسلر إم إي4-12
- فيراري إف تي 12 تي أر اس
- فيراري إف إكس إكس
- فيراري إف إكس إكس-كيه
- فيراري بي 540 سوبرفاست أبترا
- فورد جي تي 90
- فورد إنديجو
- إسديرا
- جاجوار إكس جيه 13
- جاجوار إكس جيه 220
- لامبورغيني فلاينج ستار 2
- لامبورغيني إل إم 004
- لاراكي فولجورا
- لينكولن كونتينينتال (2002)
- مايباخ إكسيليرو
- ميجا مونتي كارلو
- بيجو 907 (أول سيارة بيجو بمحرك V12، عام 2004)
- تويوتا سنشري
- تي في أر سيربيرا سبيد 12 (لم تدخل أبداً لخط الإنتاج)
- فولجا V12 كوبيه (صًنعت خصيصاً مرة واحدة)
- ياماها أو إكس 99-11
- زاجاتو رابتور

## الشاحنات الثقيلة

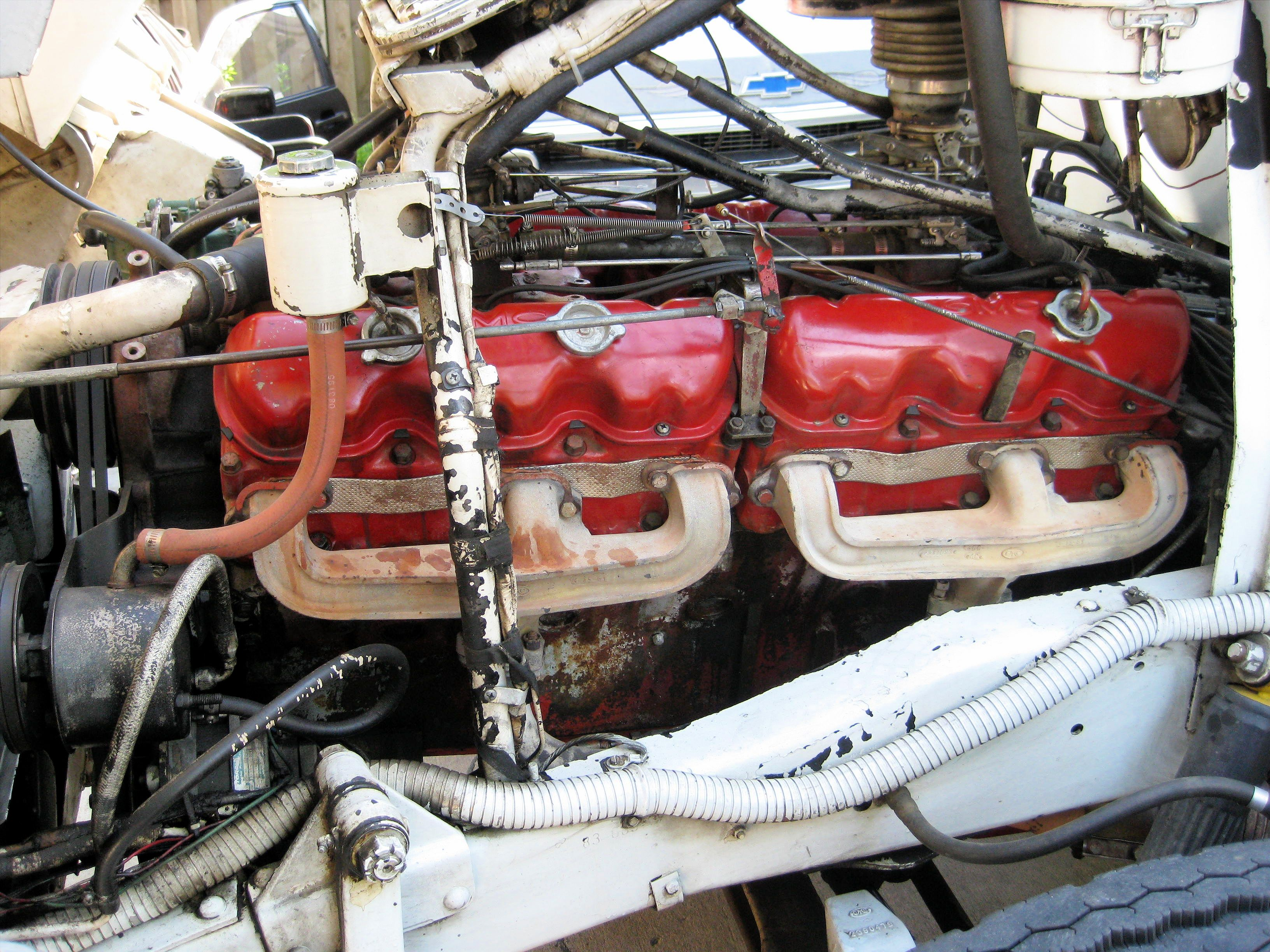
محرك V12 بنزين جي إم سي، سعة 11.5 لتر، طراز 1961.

استخدمت شركة تاترا محرك ديزل V12 سعته 17.6 لتر ويسحب الهواء طبيعياً في العديد من شاحناتها، على سبيل المثال: شاحنة تاترا تي 813  التي استخدمت محرك يبرد بالهواء ويسحب الهواء طبيعيا و تاترا تي 815 التي استخدمت  محرك ديزل V12 مزود بشاحن توربيني. زُودت بعض الشاحنات الثقيلة بمحركين V12 يقودان عمود مرفق مشترك، وسُمي هذا المحرك بمحرك V24 ‏.
أنتجت جي إم سي محرك بنزين «سداسي-مزدوج» كبير (V12)  منذ عام 1960 إلى 1965للشاحنات، استُخدم في الأساس في شاحنة 351 أكبر شاحنات جي إم سي من حيث السعة، وزُود بأربع أغطية صمامات وأربع أنابيب عادم متشعبة ‏. كان هناك 56 جزء قابل للتغيير بين المحرك السداسي المزدوج (V12) وجميع محركات جي إم سي السداسية (V6) للحصول على توفير وتوحيد أكبر للأجزاء. بلغت سعة المحرك 11.5 لتر وعلى الرغم من أن قيمة القدرة التي بلغت 250 حصان لم تكن مثيرة للإعجاب، إلا أن قيمة العزم بلغت 793 نيوتن.متر. زُودت شاحنات الاطفاءبمحدد للسرعة الدورانية ‏ أدى لزيادة القدرة إلى 299 حصان (223 كيلو وات) عند 3000 دورة/دقيقة وازداد العزم إلى 850 نيوتن متر عند 1600-1900 دورة/دقيقة. من المحتمل أن هذا المحرك كان آخر محرك بنزين استُخدم في الشاحنات الثقيلة في الولايات المتحدة.
استخدمت شركة سي جراف صانعة شاحنات الاطفاء نسختين من محرك V12 بيرس أرو بداية من عام 1935. بعد توقف إنتاج محرك بيرس أرو في عام 1938، اشترت سي جراف أدوات الآلة واستمرت في تصنيع وتقديم هذه المحركات حتى عام 1970. قدمت أيضا شركة أمريكي فرنسا التي بدأت في عام 1931، شاحنات مكافحة حريق مزودة بفئات من محركات V12 المصنعة بواسطة شركة أمريكي فرنسا والمطورة من محرك ليكومينج بي بي. توقف كلا الصانعان عن استخدام محرك V12 بعدما بدأت أقسام الحريق بتحديد استخدام محركات الديزل في طلباتها.
أنتجت شركة ديترويت ديزل ‏ محركاتها فئات 53 و71 و92 و149 محرك V12 من بين أشكال محركات أخرى.

## سباق السيارات
كان من الشائع استخدام محركات V12 في سباق فورميلا 1 وسباق التحمل. منذ عام 1965 إلى 1980، استخدمت شركات فيراري وويلساك وهوندا في فورميلا 1 وسيارات السباق البريطانية ‏ ومازيراتي ومارتا، و ديلاهاي وبيجو وديلاج وألفا روميو ولامبورغيني وتكنو، محركات 12 أسطوانة في سباق فورميلا 1، سواء كانت محركات شكل V أو محركات مسطحة-12 أسطوانة. كان محرك فيراري 044  آخر محرك V12 استُخدم في فورميلا 1 في سيارات فيراري 412 تي 2 ‏ التي قادها جان أليزي وجيرهارد بيرجر في عام 1995.

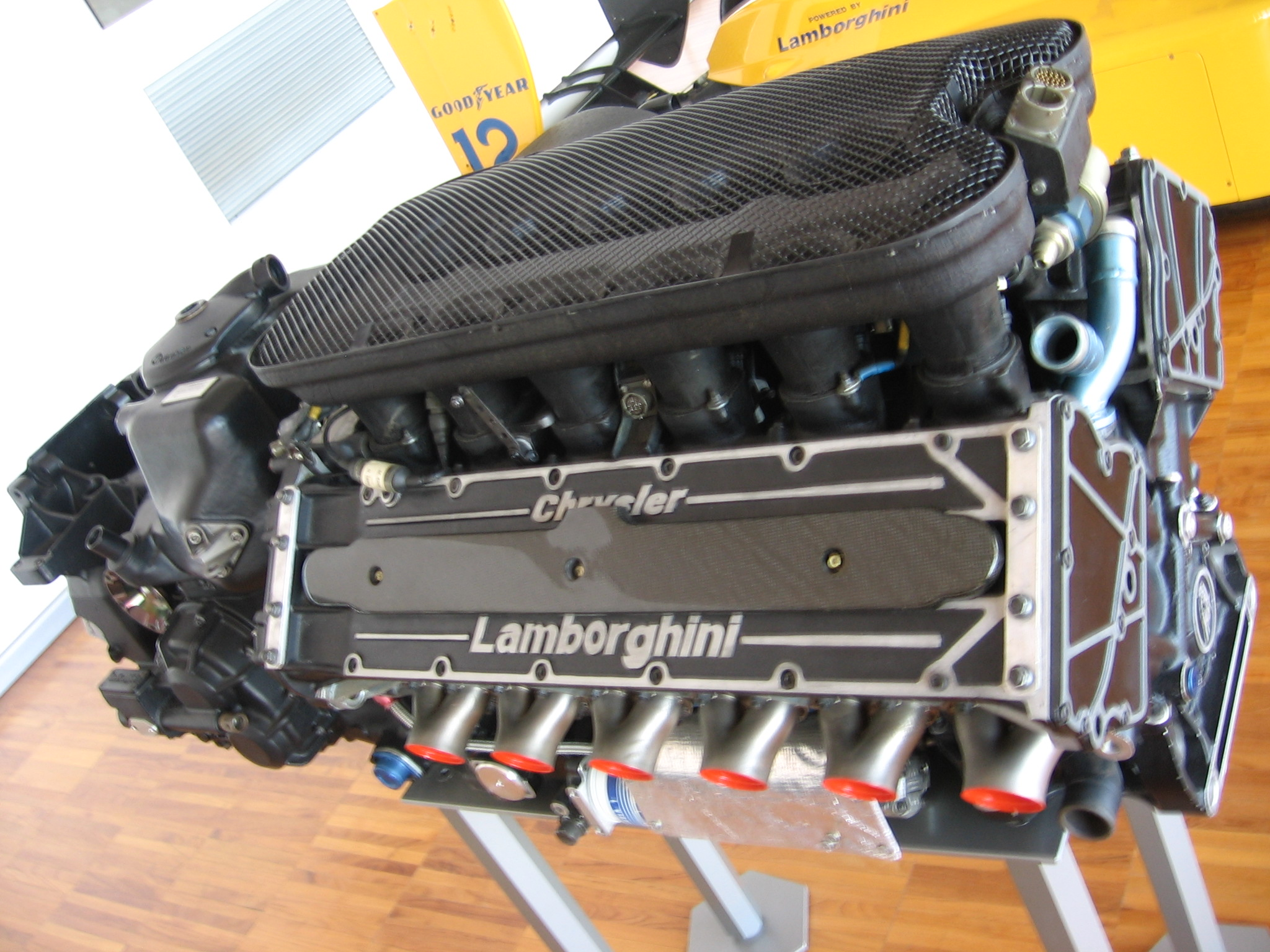
محرك لامبورغيني 3512 V-12 الذي استُخدم في فورميلا 1، موجود في متحف لامبورغيني.

في نهاية 1960 استخدمت نيسان محرك V12 في جائزة اليابان الكبرى، واستخدمته مرة أخرى في سباقات المجموعة سي ‏ في مطلع عام 1990.

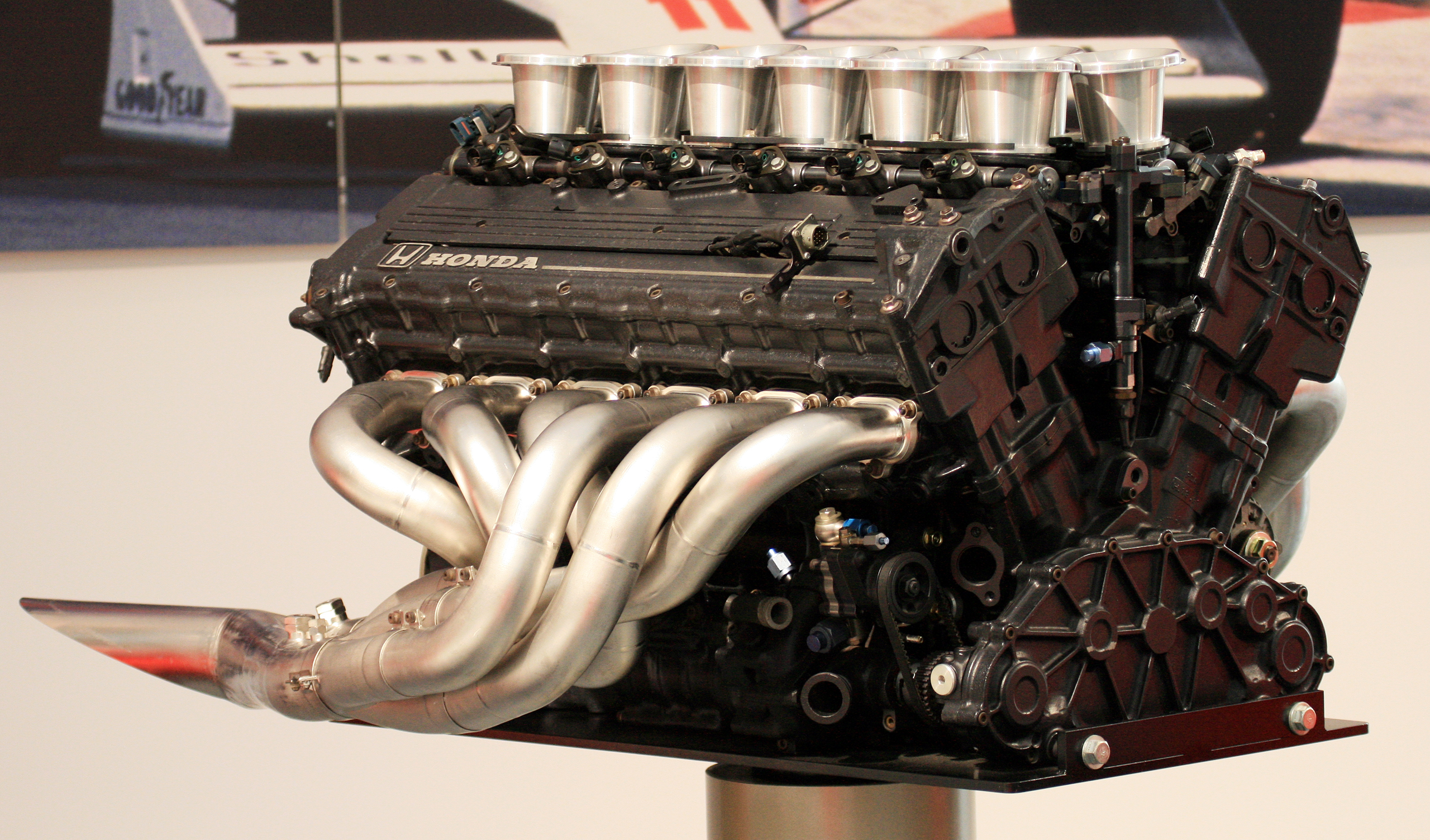
محرك هوند ا أر ايه 121 إي، طراز 1991.

في معرض باريس للسيارات 2006، قدمت بيجو سيارة سباق جديدة بالإضافة إلى سيارة صالون فاخرة، أُطلق على كليهما بيجو 908 إتش دي أي فاب ‏ وبيجو 908 أر سي ‏ على الترتيب وتم تزويدهما بمحرك ديزل V12، بلغت قدرته 690 حصان. شاركت سيارة السباق في سباق لومان 24 ساعة لعام2007، واحتلت المركز الثاني بعد سيارة أودي أر10 تي دي أي ‏ المزودة بمحرك ديزل V12 الذي طُور في الأساس  لموسم 2006.

## محركات الديزل الكبيرة

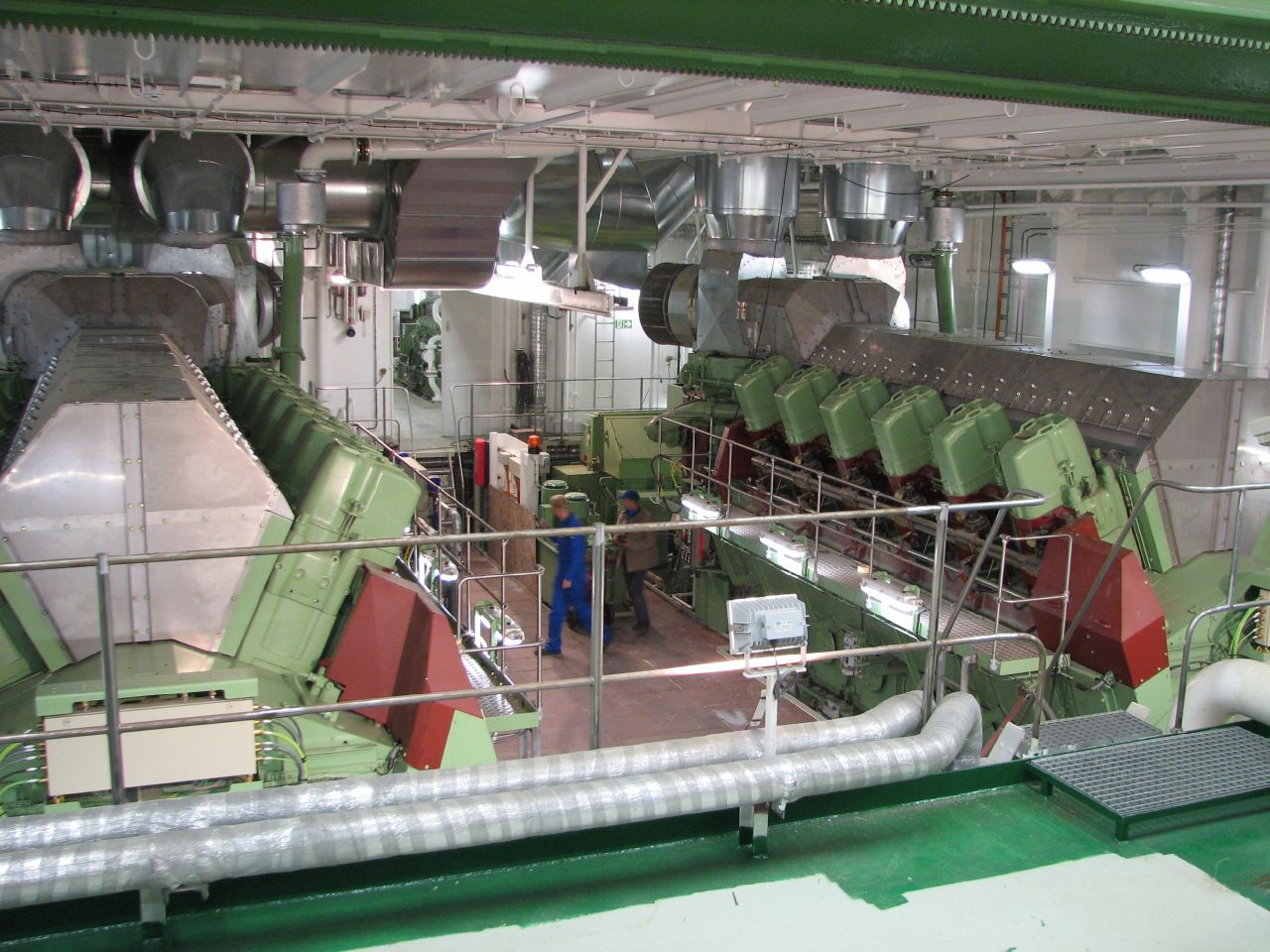
اثنان من محركات V12 الديزل البحرية الكبيرة.

محرك V12 من الأشكال الشائعة لمحركات الديزل الكبيرة، التي يكون معظمها متاح بأعداد مختلفة من الأسطوانات الموضوعة في شكل V لتنتج قدرات مختلفة. يحتوي العديد من قاطرات الديزل على محركات V12. من أمثلة محركات الديزل الكبيرة محرك إي إم دي 710 ‏ من شركة إلكترو-موتيف ديزل البالغة قدرته 3200 حصان (2.39 ميجا وات)، ومحرك جي إي في أو-12 من جنرال إلكتريك للنقل، البالغة قدرته 4400 حصان (3.28 ميجا وات).
شائعة أيضا محركات V12 الكبيرة في السفن. على سبيل المثال، تقدم شركة فرتسيلا محركات V12بأقطار أسطوانات متعددة تتراوح بين 26 و50 سم
و قدرة ناتجة تتراوح بين 4080 إلى 14400 كيلو وات (5470 إلى 19310 حصان). من الشائع استخدام هذه المحركات في السفن السياحية التي قد تحتوي على 6 من مثل هذه المحركات. قُدم محرك فيرتسيلا 64 أكبر محرك ديزل متوسط السرعة، في شكل V ونموذج واحد 12V64 بلغت قدرته الناتجة 23280 كيلو وات (31220 حصان)، وأُنتج لمحطة طاقة تجريبية في نهاية عام 1990.

## مواصفات محركات V12 الديزل للسكك الحديدية
تنتج محركات الديزل للسكك الحديدية المكونة من 12 أسطوانة، قدرة تبلغ 500 كيلو وات وأكثر من ذلك:
| الشركة المصنعة | النوع      | قطر الأسطوانة | طول الشوط | سعة المحرك | دورة/دقيقة | القدرة الناتجة بالكيلو وات | كجم  |
| -------------- | ---------- | ------------- | --------- | ---------- | ---------- | -------------------------- | ---- |
| إم تي يو       | أر 43      | 170           | 195       | 53113      | 1800       | 2400                       | 6000 |
| إم تي يو       | 2000       | 130           | 150       | 23892      | 1800       | 600                        | 3000 |
| إي إم دي       | 710        | 190           | 210       | 71449      | 950        | 2500                       |      |
| جي إي          | 7 إف دي إل | 220           | 230       | 104917     | 1050       | 2400                       |      |
| كمينز          | كيو اس     | 170           | 190       | 51751      | 1800       | 2200                       |      |
| مان            | 2842       | 128           | 145       | 22390      | 2800       | 580                        |      |
| كات            | 3512       | 150           | 170       | 36050      | 1800       | 1500                       |      |
| بيركنز         |            |               |           |            |            |                            |      |
| فيرتسيلا       | 200        |               |           |            |            |                            |      |

## الدبابات والمركبات القتالية المدرعة الأخرى

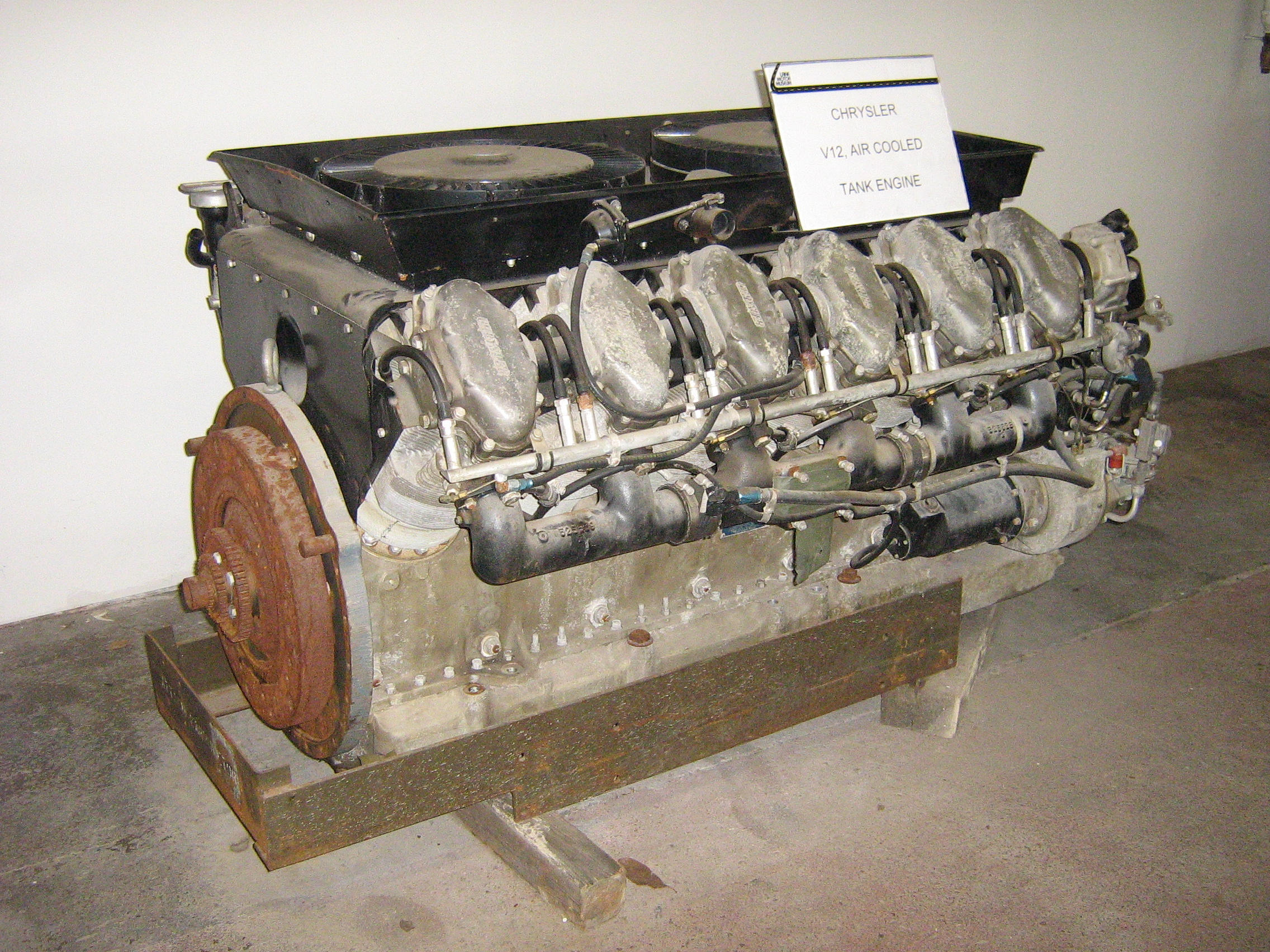
كرايسلر V12 محرك دبابة

يعتبر محرك V12 شائع الاستخدام في الدبابات والمركبات القتالية المدرعة الأخرى. على سبيل المثال:
- محرك البنزين الألماني مايباخ إتش إل 120 تي أر إم، استُخدم في الحرب العالمية الثانية في دبابات بانزر 3 وب انزر 4.
- محرك البنزين البريطاني رولز رويس ميتيور  [لغات أخرى]‏، اشتُق من محرك الطيران ميرلين واستُخدم في الحرب العالمية الثانية في دبابة كرومويل ودبابة كوميت، واستُخدم بعد الحرب العالمية الثانية في دبابة سينتوريون ودبابة كونكرو.
- محرك الديزل V-12 الروسي المحرك خاركيف في-2، استُخدم في الحرب العالمية الثانية في الدبابات تي-34 وكي في-1 وكي في-2 وايسوف ستالن. عادت معظم محركات الديزل الروسية الحديثة المستخدمة في الدبابة تي-90 إلى التصميم الأساسي لمحرك خاركيف في-2.
- المحرك الأمريكي كونتينينتال ايه في 1790  [لغات أخرى]‏، أُنتج بطرازات تعمل بالبنزين وأخرى بالديزل، واستُخدم في جميع طرازات دبابة باتون  [لغات أخرى]‏ والدبابة الثقيلة إم 103. استُخدم أحد هذه المحركات في تشغيل سيارة من طراز سيارات القضيب الساخن  [لغات أخرى]‏ وسُميت بلاستولين الخاصة  [لغات أخرى]‏.
- محرك الديزل بيركينز ذو سعة 26.6 لتر، استُخدم في الدبابة القتالية  تشالنجر 2 وطرازاتها.